# Seznam nejvyšších budov světa

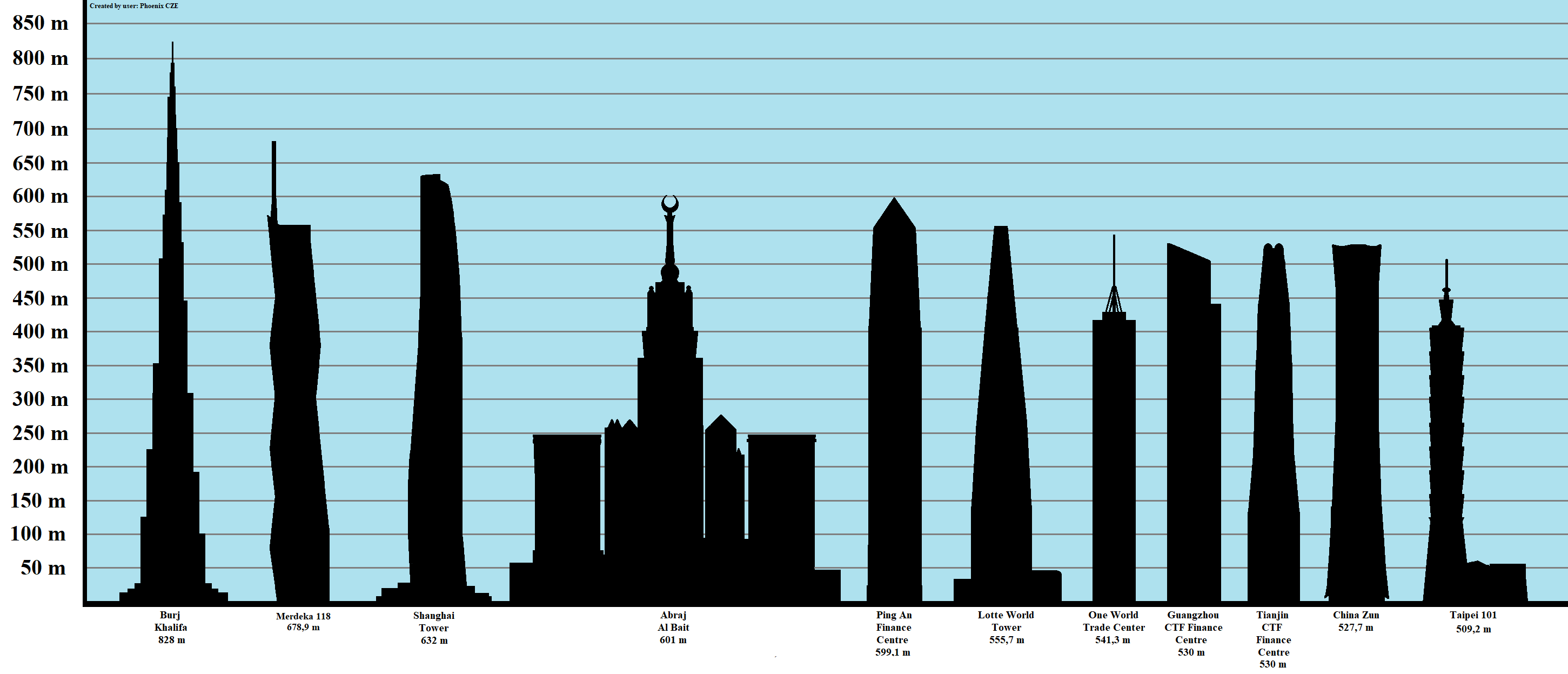
Nejvyšší budovy světa v roce 2022.

Toto je seznam nejvyšších budov světa. Kritériem je stavební výška (tzv. architektonická výška), případné anténní systémy přidané po dokončení stavby nejsou brány v úvahu. Seznam nezahrnuje věže či vysílače a hlavní seznam obsahuje jen dokončené či alespoň zastřešené budovy. Seznam staveb včetně vysílačů je zde.

## Hlavní tabulka

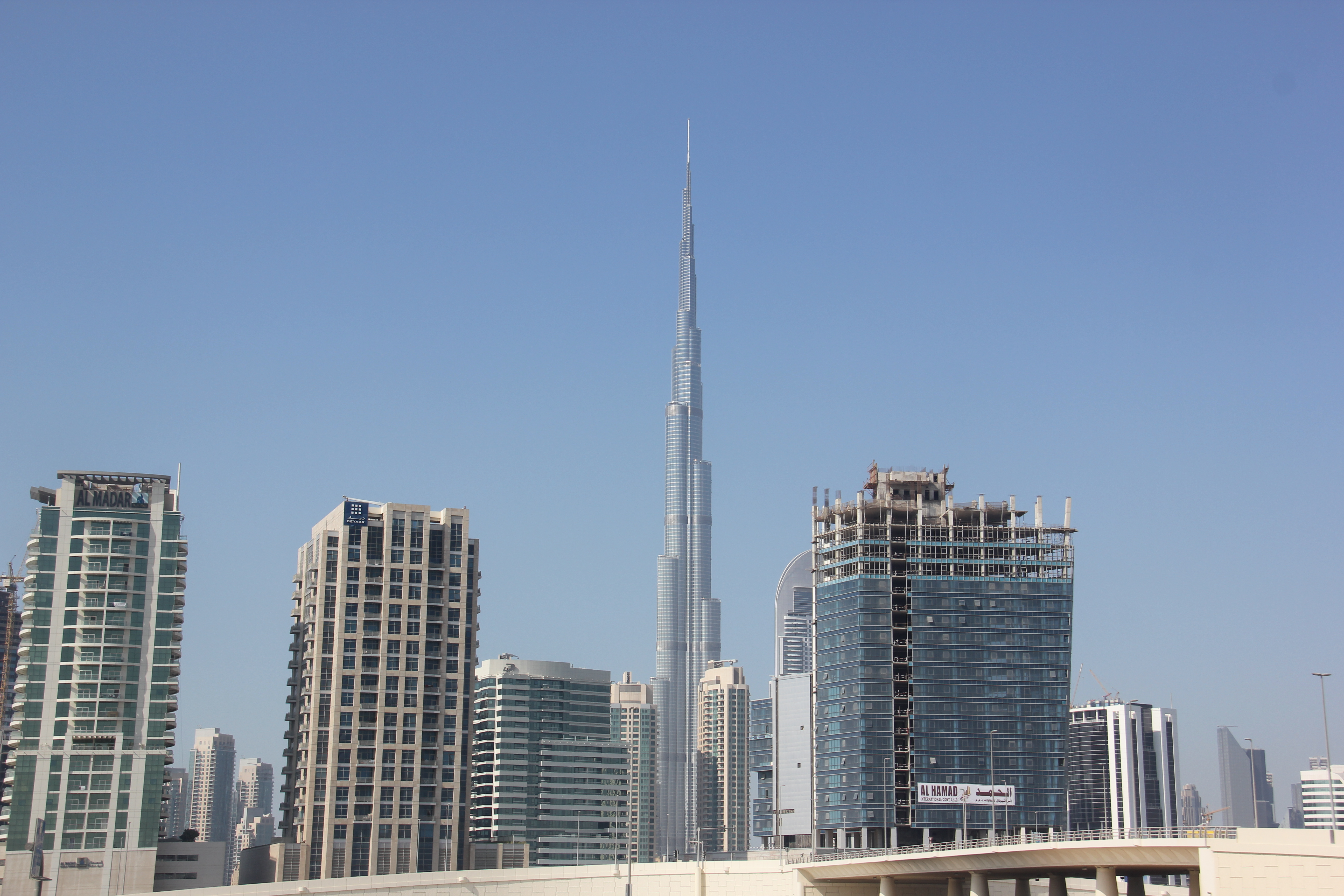
1. Burj Khalifa.

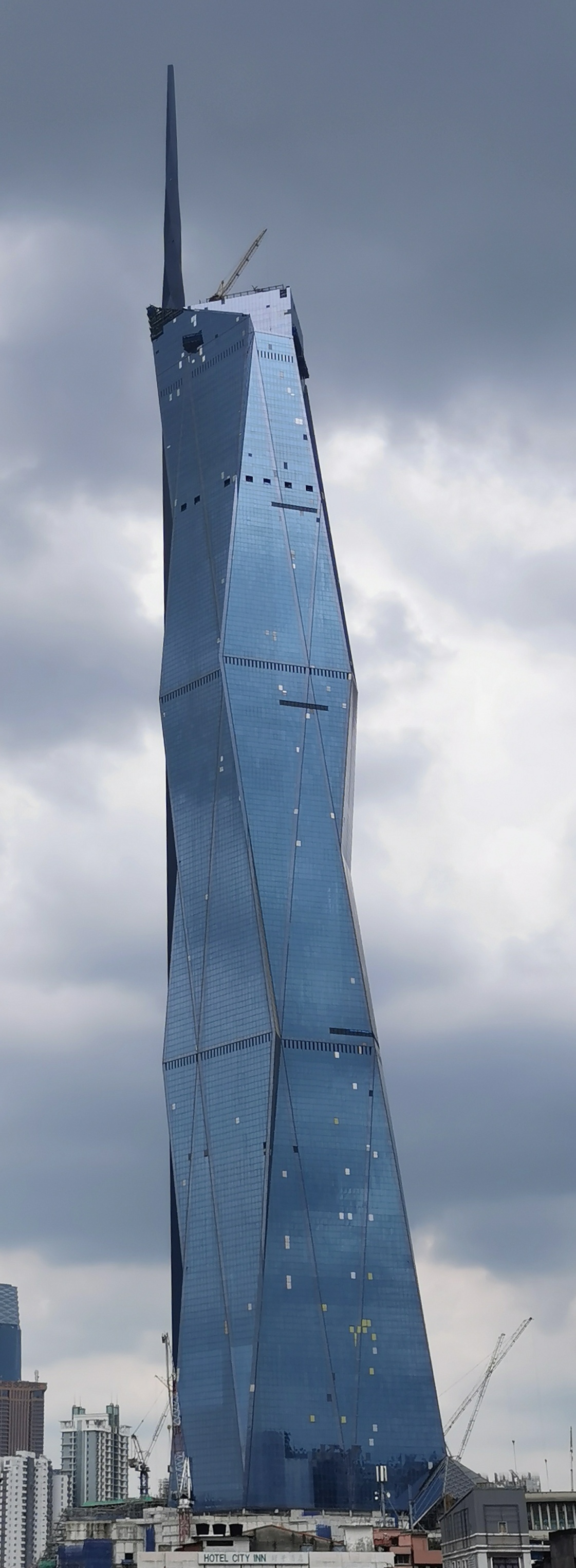
2. Merdeka 118.

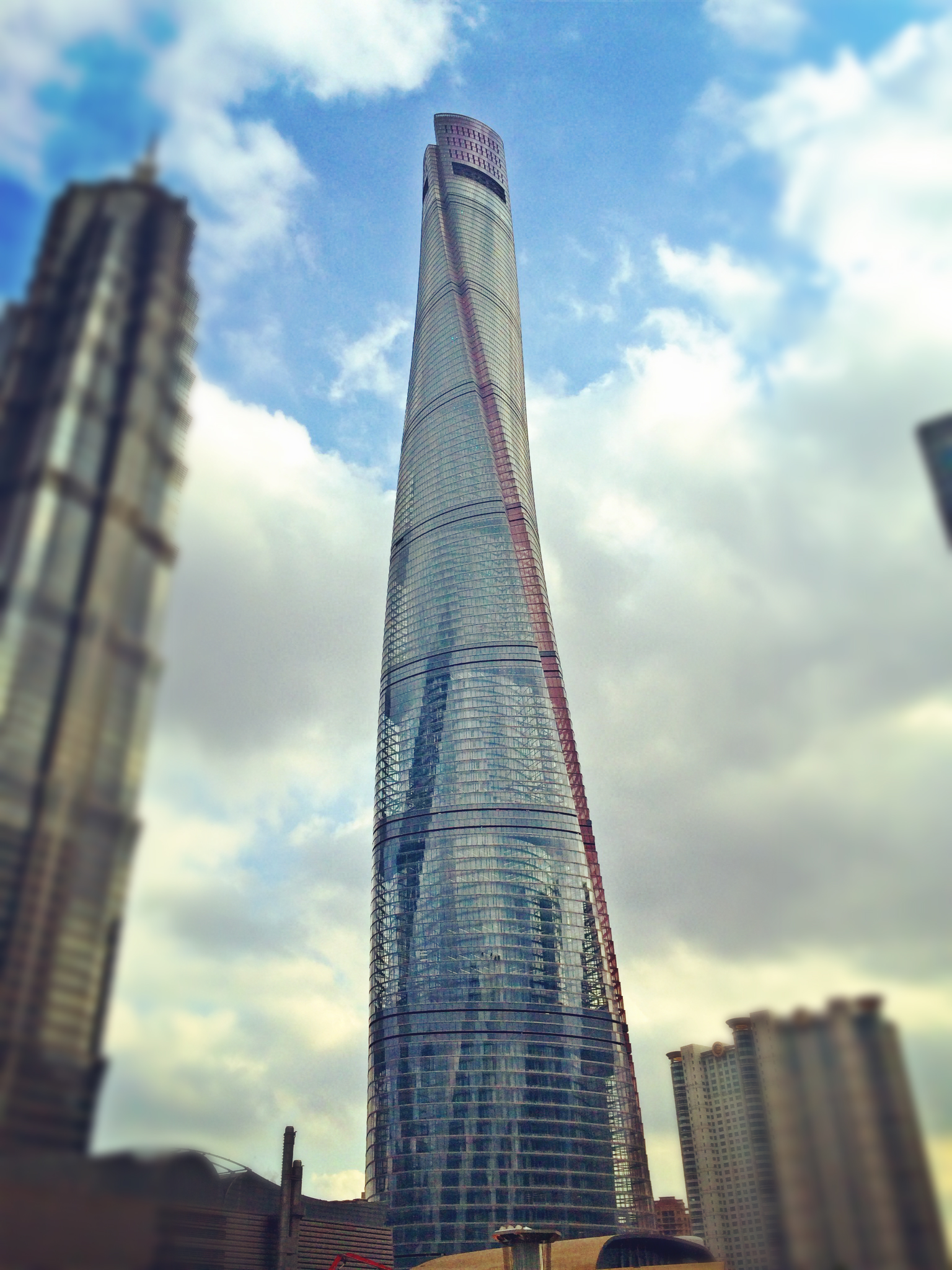
3. Shanghai Tower.

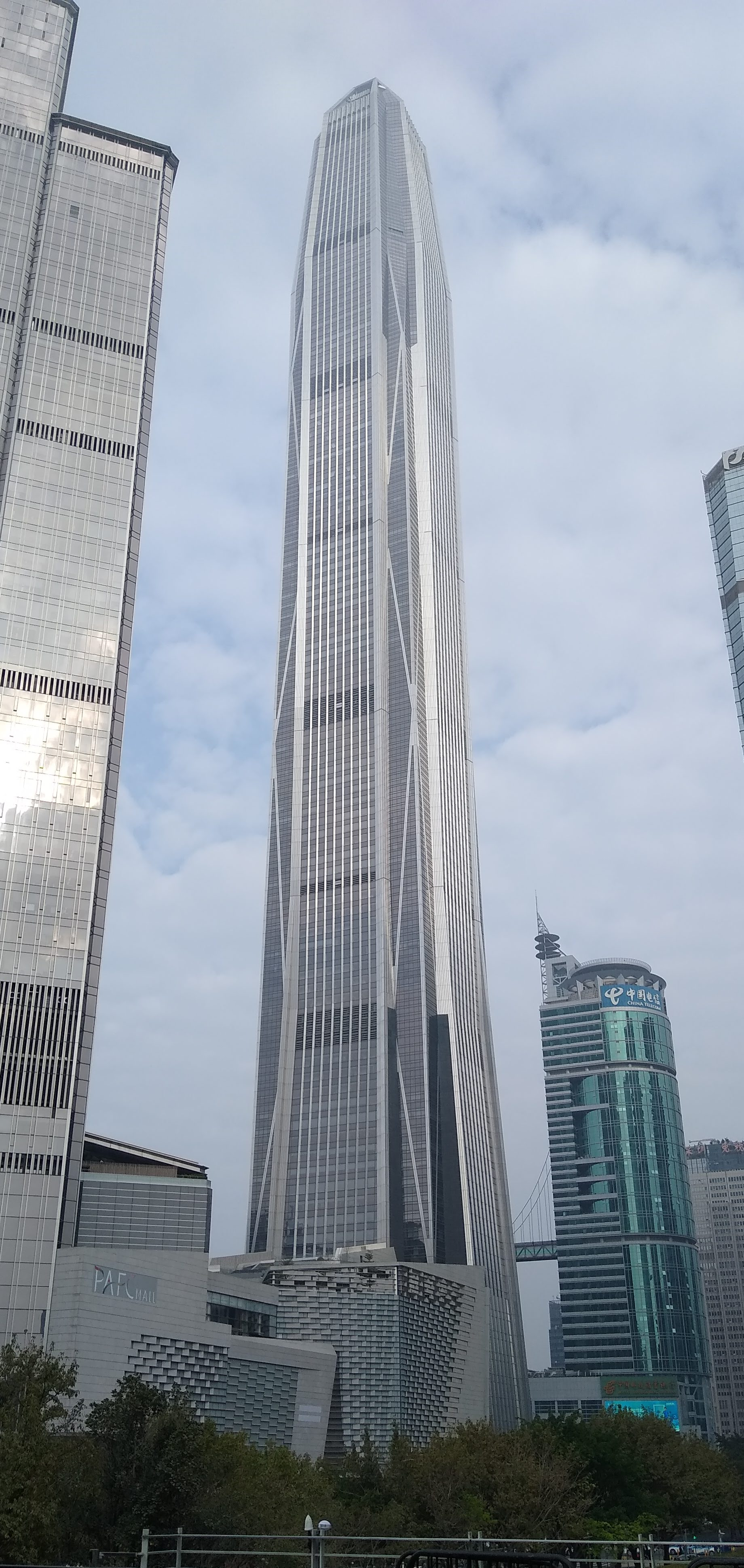
5. Ping An International Finance Centre.

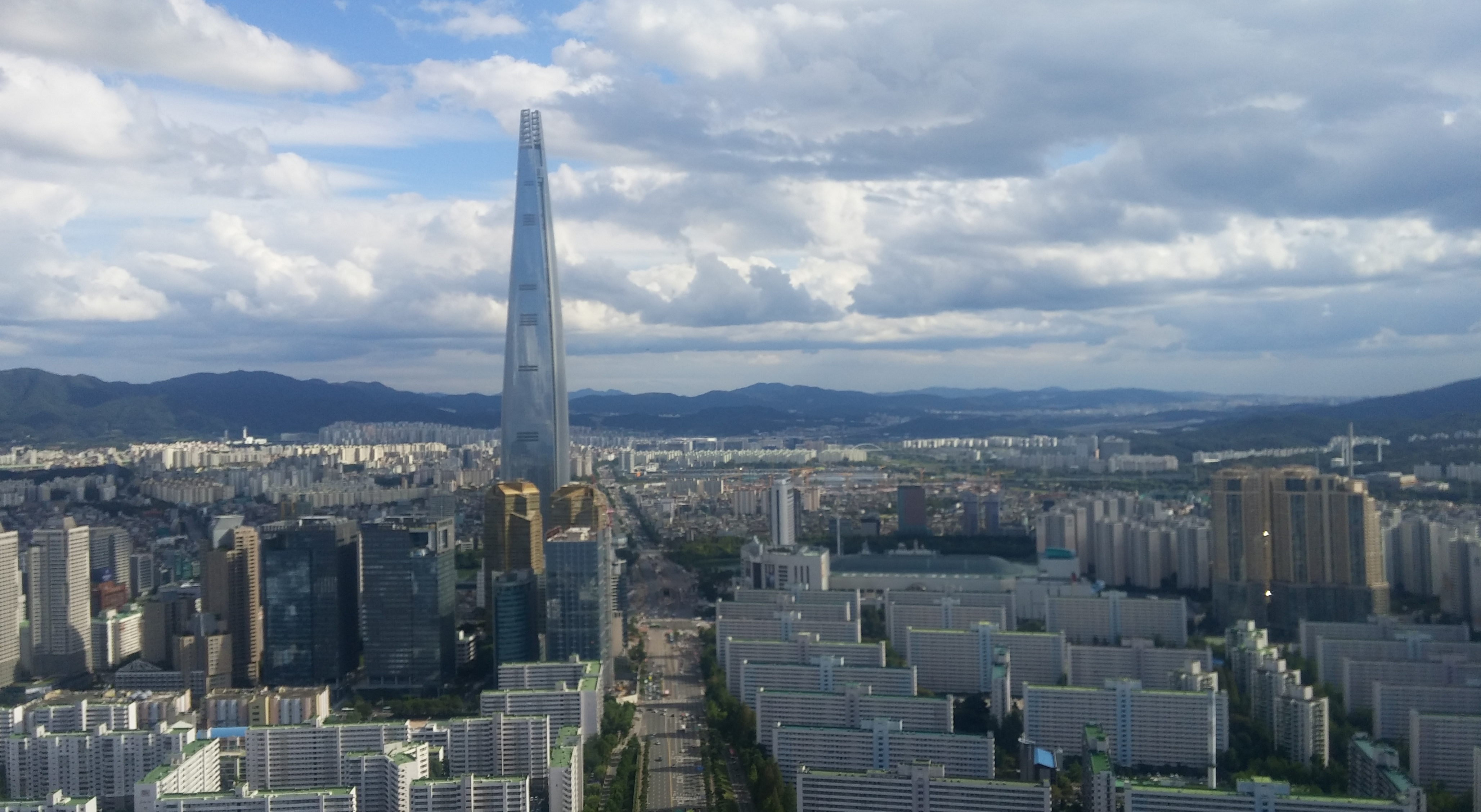
6. Lotte World Tower.

Aktualizováno k 29. prosinci 2024
| Pořadí                | Budova                                  | Město              | Stát                    | Výška   | Podlaží | Rok dokončení | Lokalizace                          |
| --------------------- | --------------------------------------- | ------------------ | ----------------------- | ------- | ------- | ------------- | ----------------------------------- |
| 1.                    | Burdž Chalífa                           | Dubaj              | Spojené arabské emiráty | 828 m   | 163     | 2010          | 25°11′50″ s. š., 55°16′27″ v. d.    |
| 2.                    | Merdeka 118                             | Kuala Lumpur       | Malajsie                | 679 m   | 118     | 2022          | 3°49′48″ s. š., 101°25′19,2″ v. d.  |
| 3.                    | Shanghai Tower                          | Šanghaj            | Čína                    | 632 m   | 128     | 2015          | 31°14′8″ s. š., 121°30′4″ v. d.     |
| 4.                    | Abrádž Al-Bajt                          | Mekka              | Saúdská Arábie          | 601 m   | 120     | 2012          | 21°25′8″ s. š., 39°49′35″ v. d.     |
| 5.                    | Ping An International Finance Centre    | Šen-čen            | Čína                    | 599 m   | 115     | 2017          | 22°32′12″ s. š., 114°3′2″ v. d.     |
| 6.                    | Lotte World Tower                       | Soul               | Jižní Korea             | 555,7 m | 123     | 2017          | 37°30′45″ s. š., 127°6′10″ v. d.    |
| 7.                    | One World Trade Center                  | New York           | USA                     | 541,3 m | 104     | 2014          | 40°42′47″ s. š., 74°0′48″ z. d.     |
| 8.                    | Guangzhou CTF Finance Centre            | Kanton             | Čína                    | 530 m   | 111     | 2016          | 23°7′13″ s. š., 113°19′14″ v. d.    |
| 8.                    | Tchien-ťin CTF Finance Centre           | Tchien-ťin         | Čína                    | 530 m   | 98      | 2019          | 39°1′17″ s. š., 117°41′54″ v. d.    |
| 10.                   | CITIC Tower                             | Peking             | Čína                    | 528 m   | 109     | 2018          | 39°54′41″ s. š., 116°27′37″ v. d.   |
| 11.                   | Tchaj-pej 101                           | Tchaj-pej          | Tchaj-wan               | 509,2 m | 101     | 2004          | 25°2′1″ s. š., 121°33′54″ v. d.     |
| 12.                   | Shanghai World Financial Center         | Šanghaj            | Čína                    | 492 m   | 101     | 2008          | 31°14′11″ s. š., 121°30′11″ v. d.   |
| 13.                   | International Commerce Centre           | Hongkong           | Čína                    | 484 m   | 118     | 2010          | 22°18′12″ s. š., 114°9′37″ v. d.    |
| 14.                   | Wuhan Greenland Center                  | Wu-chan            | Čína                    | 476 m   | 97      | 2022          | 30°21′18″ s. š., 114°11′6,72″ v. d. |
| 15.                   | Central Park Tower                      | New York           | USA                     | 472,4 m | 98      | 2020          | 40°45′59″ s. š., 73°58′52″ z. d.    |
| 16.                   | Lachta Centr                            | Petrohrad          | Rusko                   | 462 m   | 86      | 2019          | 59°59′13″ s. š., 30°10′41″ v. d.    |
| 17.                   | Landmark 81                             | Ho Či Minovo Město | Vietnam                 | 461,2 m | 81      | 2018          | 10°47′42″ s. š., 106°43′19″ v. d.   |
| 18.                   | International Land-Sea Center           | Čchung-čching      | Čína                    | 458,2 m | 98      | 2023          | 29°33′11.34″N 106°30′49.41″E        |
| 19.                   | The Exchange 106                        | Kuala Lumpur       | Malajsie                | 453,6 m | 95      | 2019          | 3°8′31″ s. š., 101°43′7″ v. d.      |
| 20.                   | Changsha IFS Tower T1                   | Čchang-ša          | Čína                    | 452,1 m | 88      | 2018          | 28°11′43″ s. š., 112°58′24″ v. d.   |
| 21.                   | Petronas Tower 1                        | Kuala Lumpur       | Malajsie                | 451,9 m | 88      | 1998          | 3°9′29″ s. š., 101°42′43″ v. d.     |
| 21.                   | Petronas Tower 2                        | Kuala Lumpur       | Malajsie                | 451,9 m | 88      | 1998          | 3°9′29″ s. š., 101°42′42″ v. d.     |
| 23.                   | Zifeng Tower                            | Nanking            | Čína                    | 450 m   | 69      | 2010          | 32°3′46″ s. š., 118°46′40″ v. d.    |
| 23.                   | Suzhou IFS                              | Su-čou             | Čína                    | 450 m   | 92      | 2019          | 31°19′27″ s. š., 120°42′45″ v. d.   |
| 25.                   | Wuhan Center                            | Wu-chan            | Čína                    | 443,1 m | 88      | 2019          | 30°35′46″ s. š., 114°17′44″ v. d.   |
| 26.                   | Willis Tower                            | Chicago            | USA                     | 442 m   | 110     | 1974          | 41°52′44″ s. š., 87°38′9″ z. d.     |
| 27.                   | KK100                                   | Šen-čen            | Čína                    | 441,8 m | 100     | 2011          | 22°32′45″ s. š., 114°6′5″ v. d.     |
| 28.                   | Guangzhou International Finance Center  | Kanton             | Čína                    | 438,6 m | 103     | 2010          | 23°7′13″ s. š., 113°19′4″ v. d.     |
| 29.                   | 111 West 57th Street                    | New York           | USA                     | 435,3 m | 84      | 2021          | 40°45′54″ s. š., 73°58′39″ z. d.    |
| 30.                   | Shandong International Financial Center | Ťi-nan             | Čína                    | 428 m   | 88      | 2024          | 36°40′10.6"N 117°5′52.3"E           |
| 31.                   | One Vanderbilt                          | New York           | USA                     | 427 m   | 59      | 2020          | 40°45′11″ s. š., 73°58′43″ z. d.    |
| 32.                   | Nanjing Financial City Tower 1          | Nanking            | Čína                    | 426 m   | 88      | 2025          |                                     |
| 33.                   | 432 Park Avenue                         | New York           | USA                     | 425,5 m | 96      | 2015          | 40°45′42″ s. š., 73°58′19″ z. d.    |
| 34.                   | Marina 101                              | Dubaj              | Spojené arabské emiráty | 425 m   | 101     | 2017          | 25°5′22″ s. š., 55°8′56″ v. d.      |
| 35.                   | Trump International Hotel and Tower     | Chicago            | USA                     | 423,2 m | 98      | 2009          | 41°53′20″ s. š., 87°37′35″ z. d.    |
| 36.                   | JPMorgan Chase Building                 | New York           | USA                     | 423 m   | 60      | 2025          |                                     |
| 37.                   | Tung-kuan International Trade Center 1  | Tung-kuan          | Čína                    | 422,6 m | 88      | 2021          | 23°0′51″ s. š., 113°45′29″ v. d.    |
| 38.                   | Ťin Mao Tower                           | Šanghaj            | Čína                    | 421 m   | 88      | 1999          | 31°14′14″ s. š., 121°30′5″ v. d.    |
|                       | World Trade Center 1                    | New York           | USA                     | 417 m   | 110     | 1973          |                                     |
|                       | World Trade Center 2                    | New York           | USA                     | 415,1 m | 110     | 1973          |                                     |
| 39.                   | Princess Tower                          | Dubaj              | Spojené arabské emiráty | 413,4 m | 101     | 2012          | 25°5′19″ s. š., 55°8′49″ v. d.      |
| 40.                   | Al Hamra Tower                          | Kuvajt             | Kuvajt                  | 412,6 m | 80      | 2011          | 29°22′46″ s. š., 47°59′36″ v. d.    |
| 41.                   | International Finance Centre            | Hongkong           | Čína                    | 412 m   | 88      | 2003          | 22°17′7″ s. š., 114°9′33″ v. d.     |
| 42.                   | Haeundae LCT The Sharp Landmark Tower   | Pusan              | Jižní Korea             | 411,6 m | 101     | 2019          | 35°9′36″ s. š., 129°9′23″ v. d.     |
| 43.                   | Ningbo Center Tower 1                   | Ning-po            | Čína                    | 409 m   | 80      | 2024          |                                     |
| 44.                   | Nan-ning China Resources Tower          | Nan-ning           | Čína                    | 402,7 m | 85      | 2020          | 22°48′53″ s. š., 108°23′28″ v. d.   |
| 45.                   | Kuej-jang Financial Center Tower 1      | Kuej-jang          | Čína                    | 401 m   | 79      | 2020          | 26°39′3″ s. š., 106°38′40″ v. d.    |
| 46.                   | Iconic Tower                            | Káhira             | Egypt                   | 393,8 m | 77      | 2024          |                                     |
| 47.                   | China Resources Headquarters            | Šen-čen            | Čína                    | 392,5 m | 67      | 2018          |                                     |
| 48.                   | 23 Marina                               | Dubaj              | Spojené arabské emiráty | 392,4 m | 90      | 2010          |                                     |
| 49.                   | CITIC Plaza                             | Kanton             | Čína                    | 390 m   | 80      | 1997          |                                     |
| 50.                   | Citymark Centre                         | Šen-čen            | Čína                    | 388,3 m | 70      | 2022          |                                     |
| Zdroj: Databáze CTBUH |                                         |                    |                         |         |         |               |                                     |

### Galerie

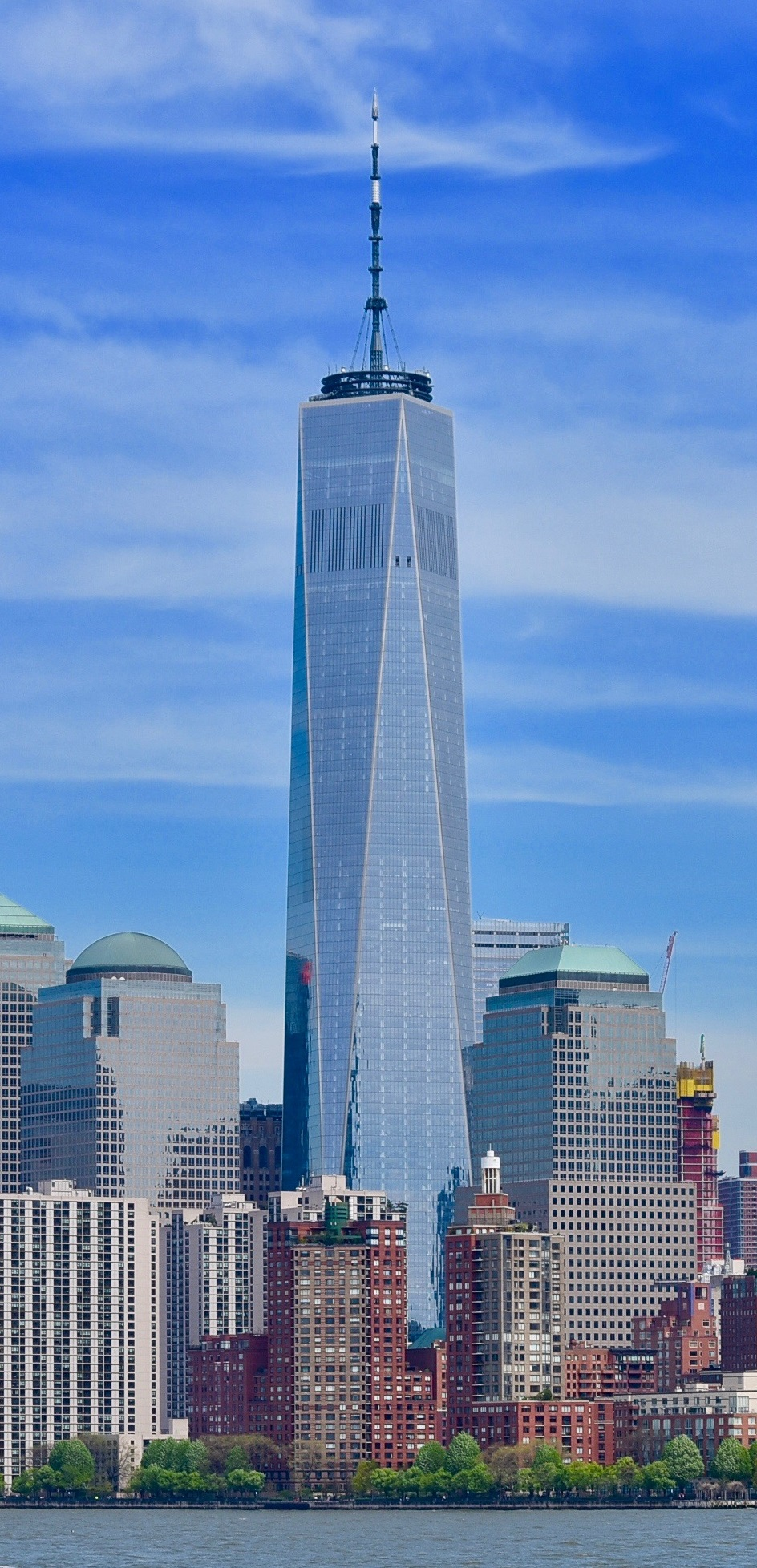
7. One World Trade Center
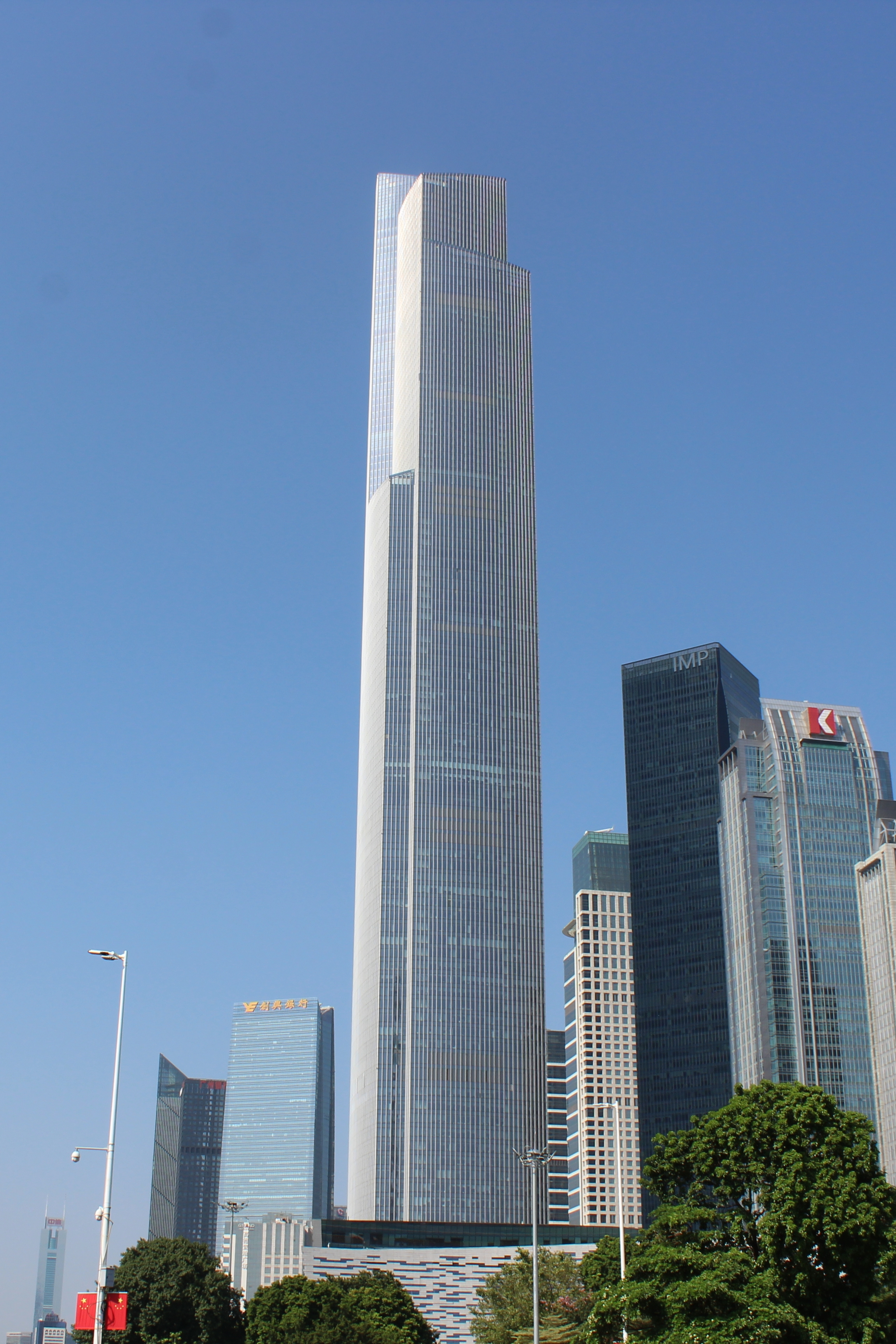
8. CTF Finance Centre
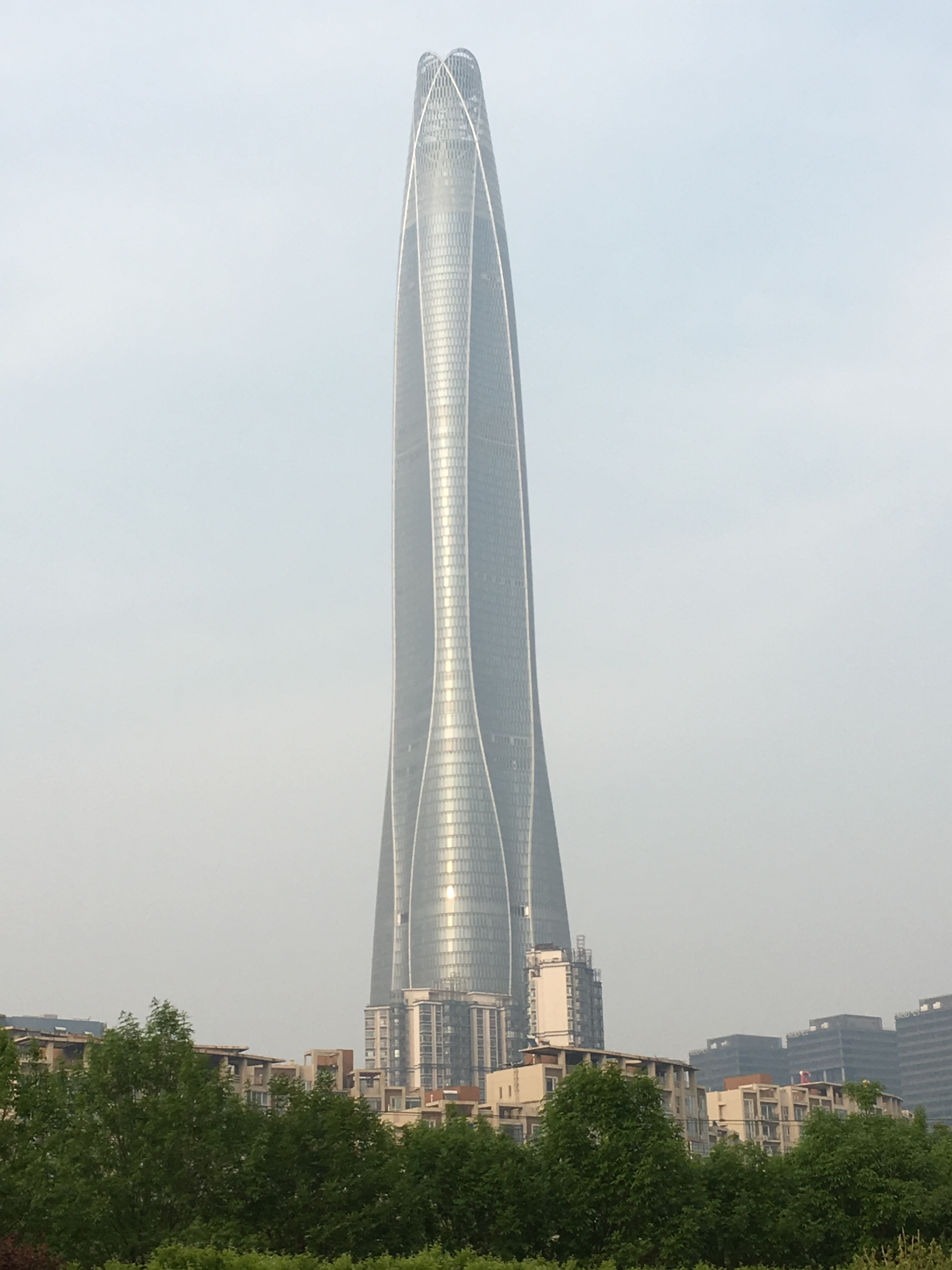
8. Tchien-ťin CTF Finance Centre
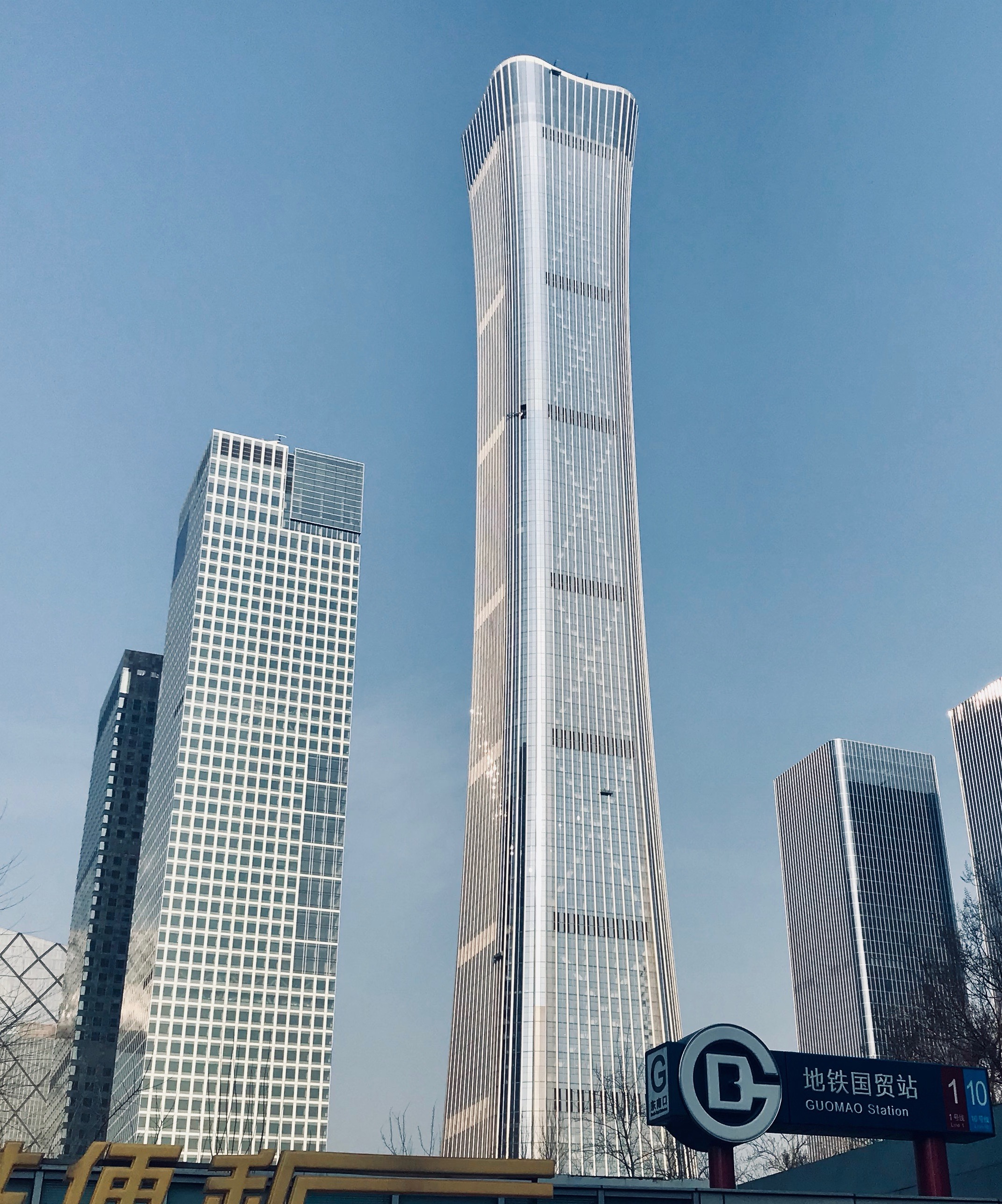
10. CITIC Tower
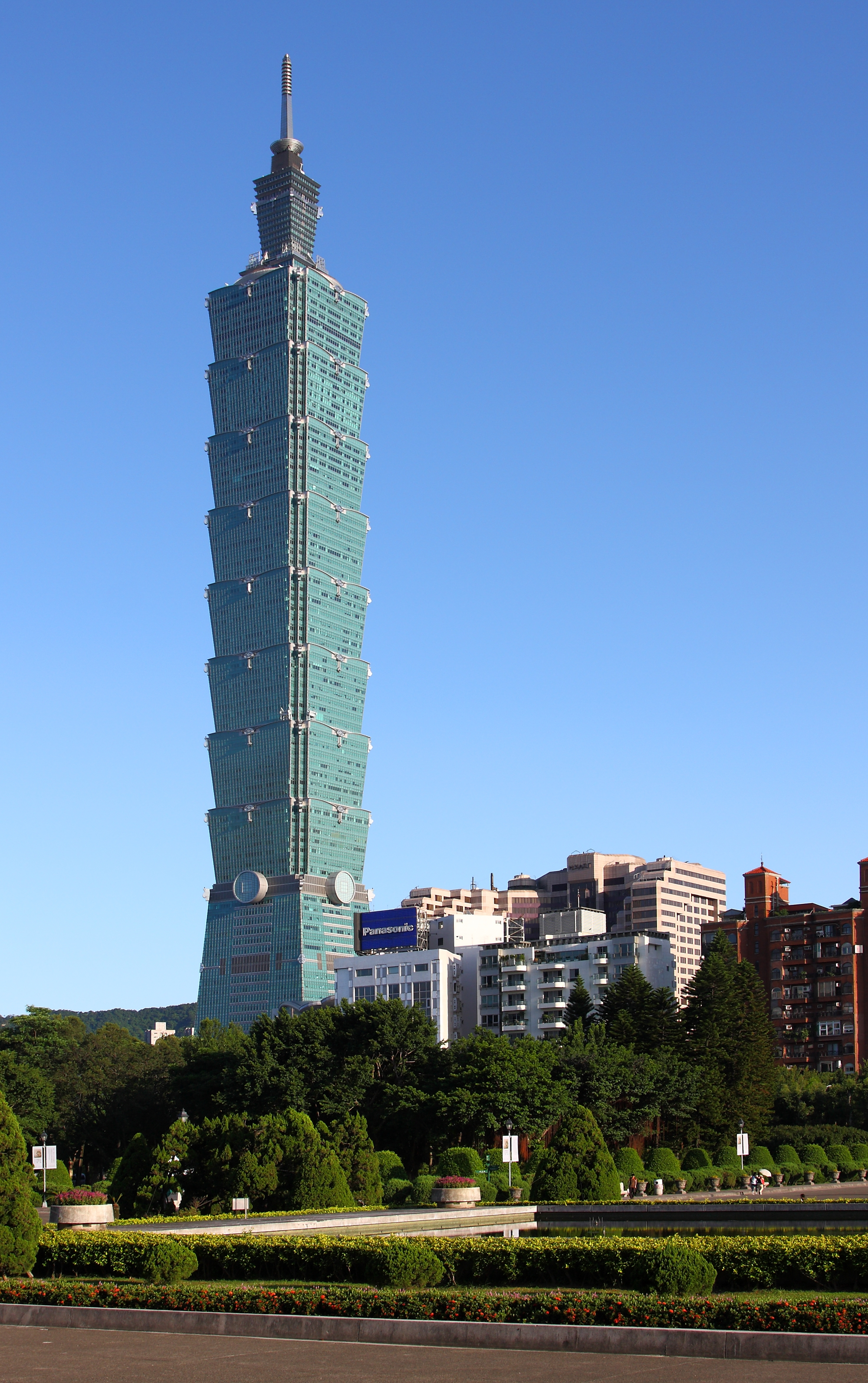
11. Tchaj-pej 101
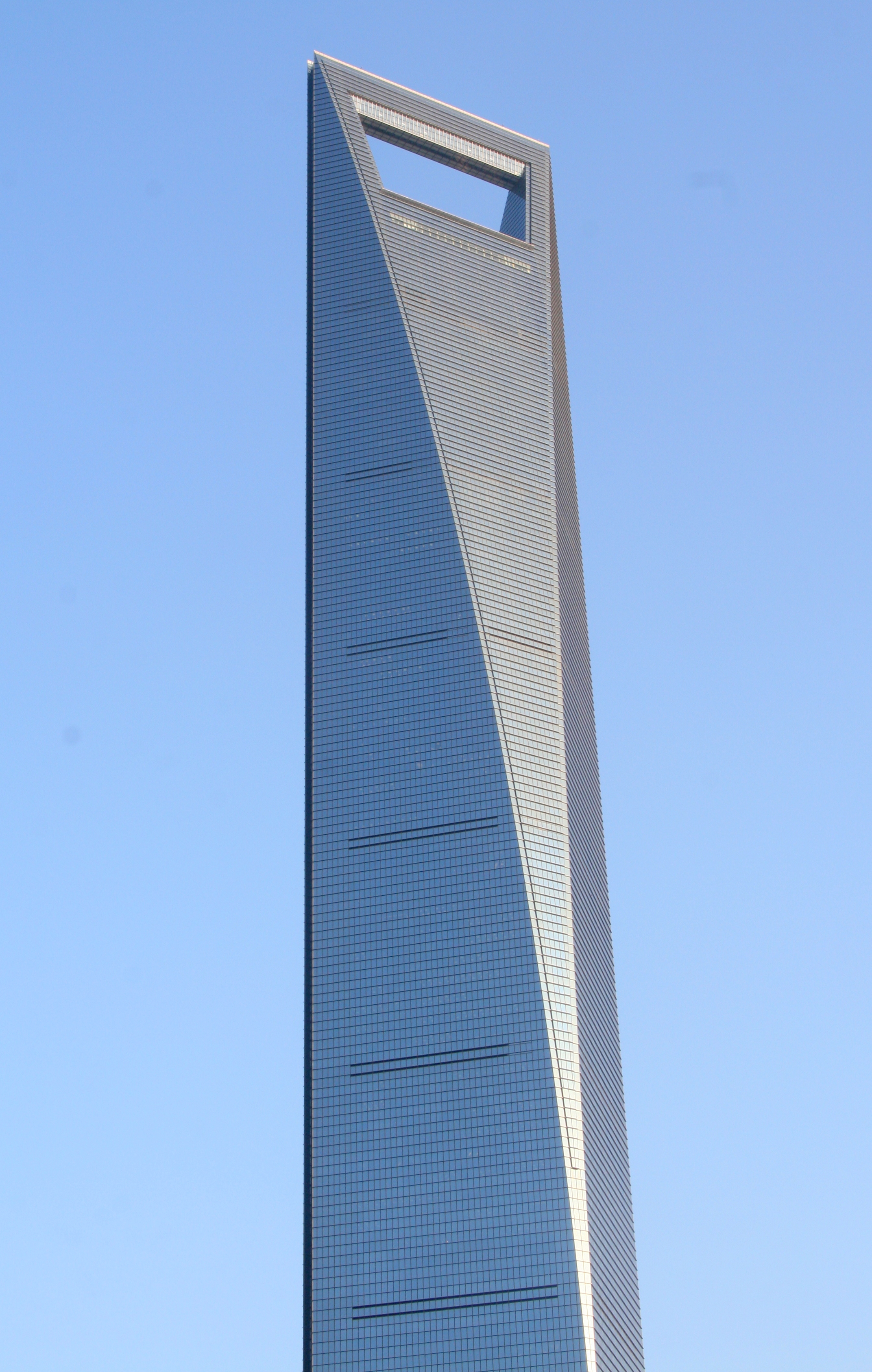
12. Shanghai World Financial Center
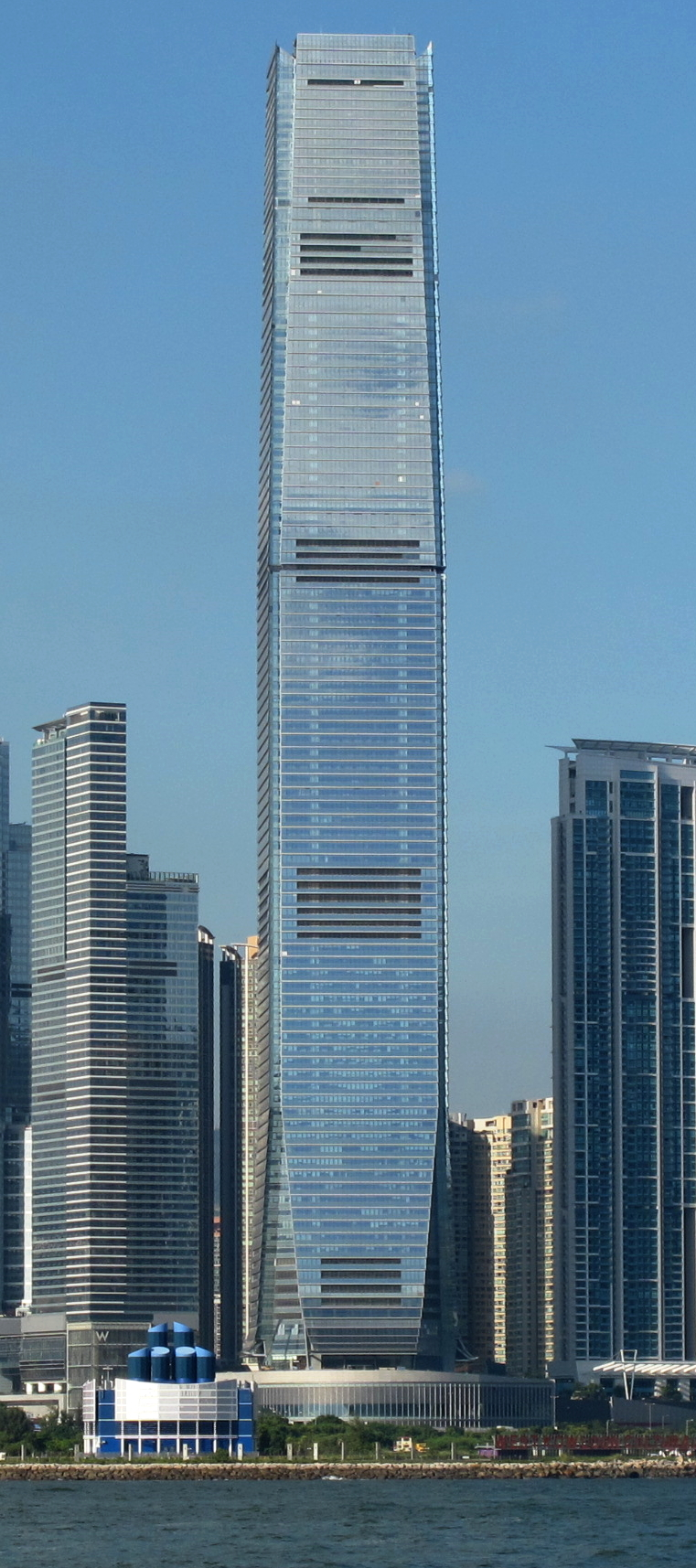
13. International Commerce Centre
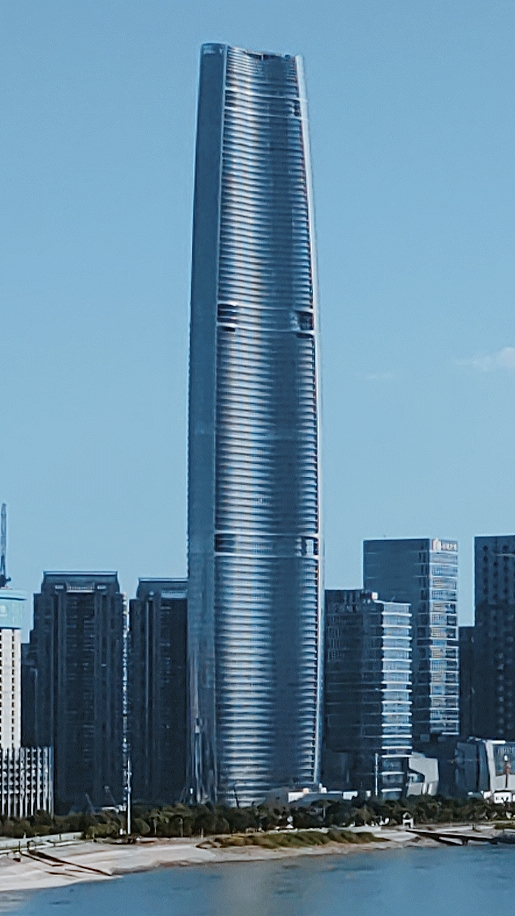
14. Wuhan Greenland Center
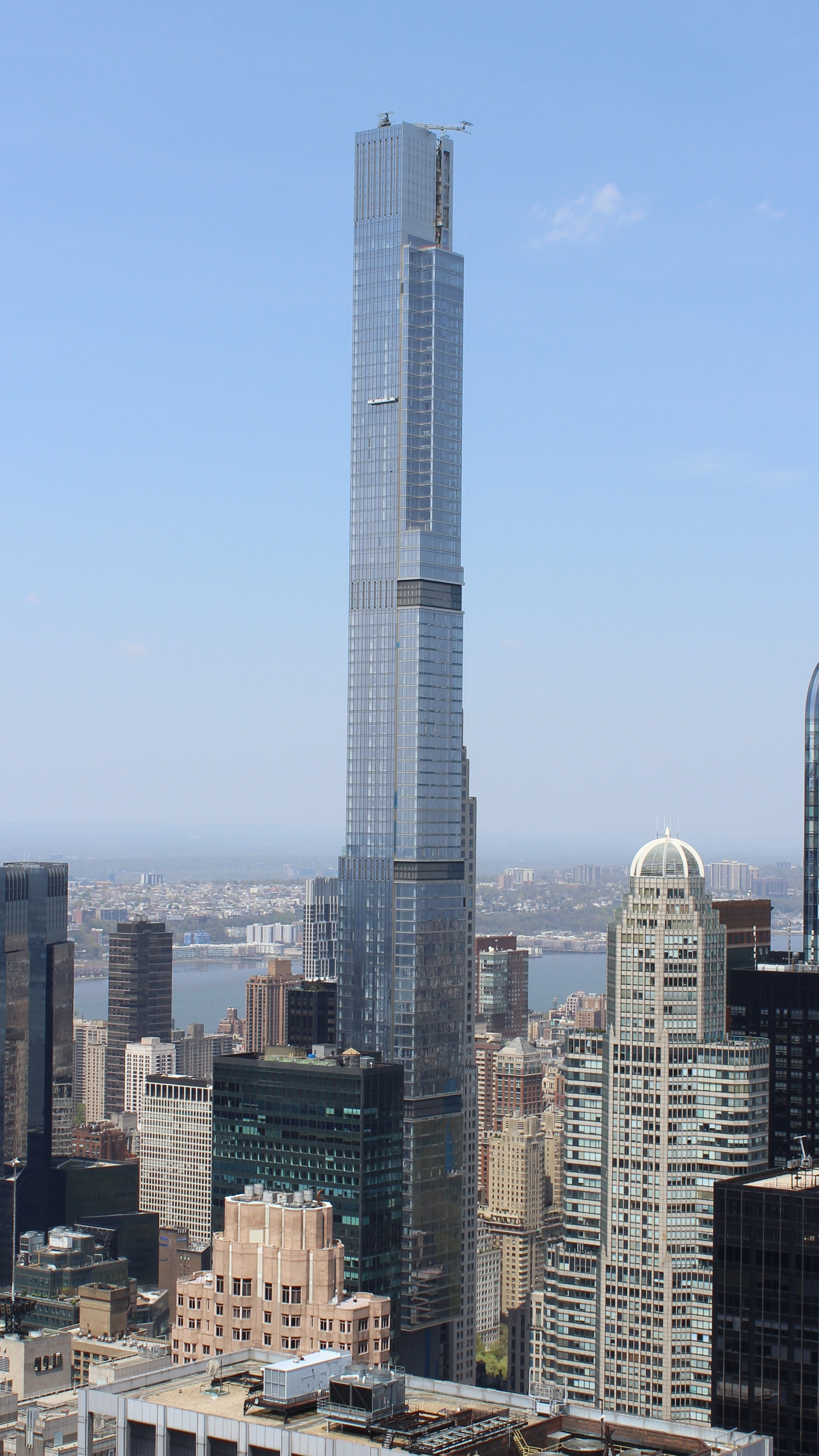
15. Central Park Tower
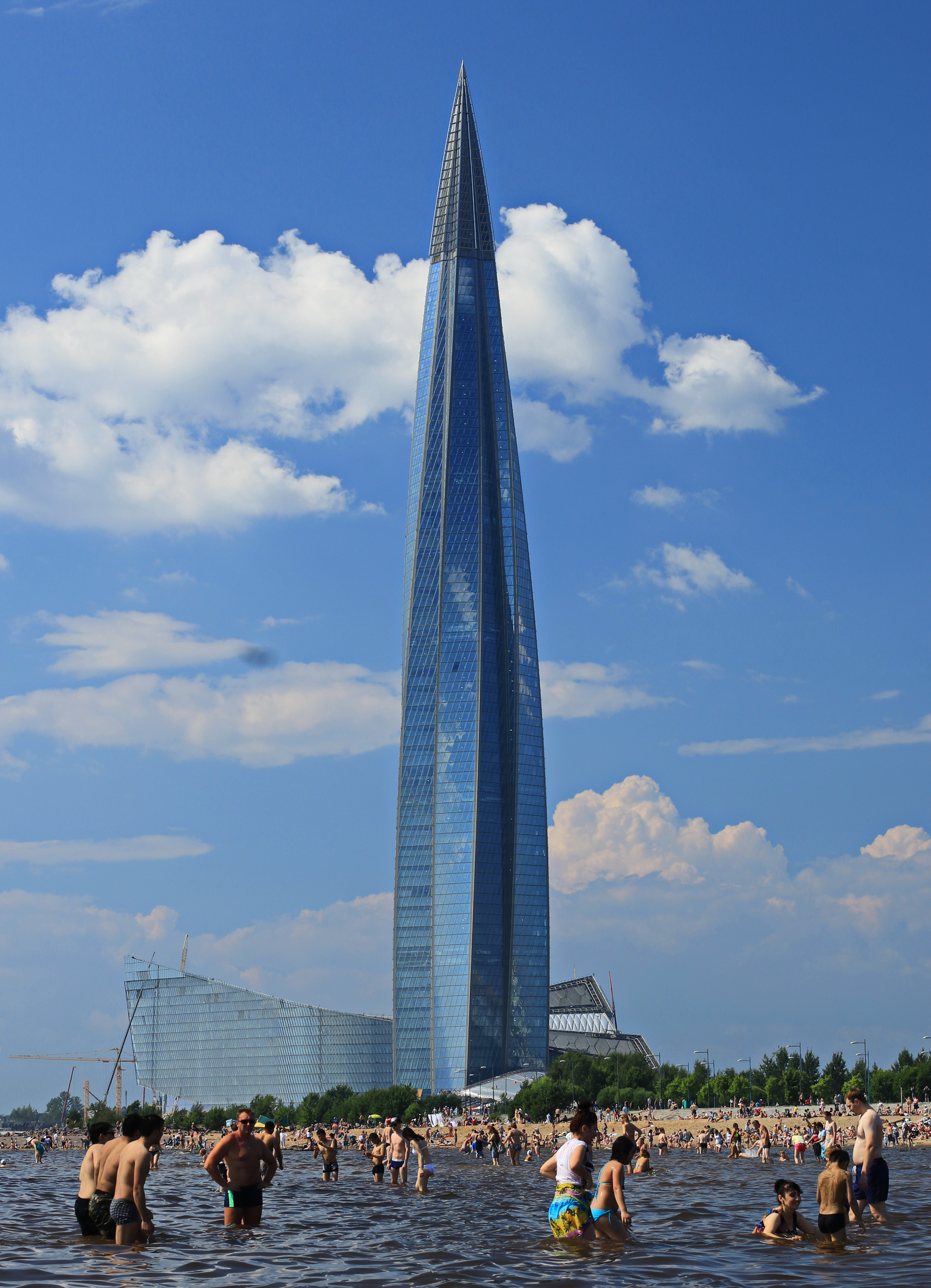
16. Lachta Centr
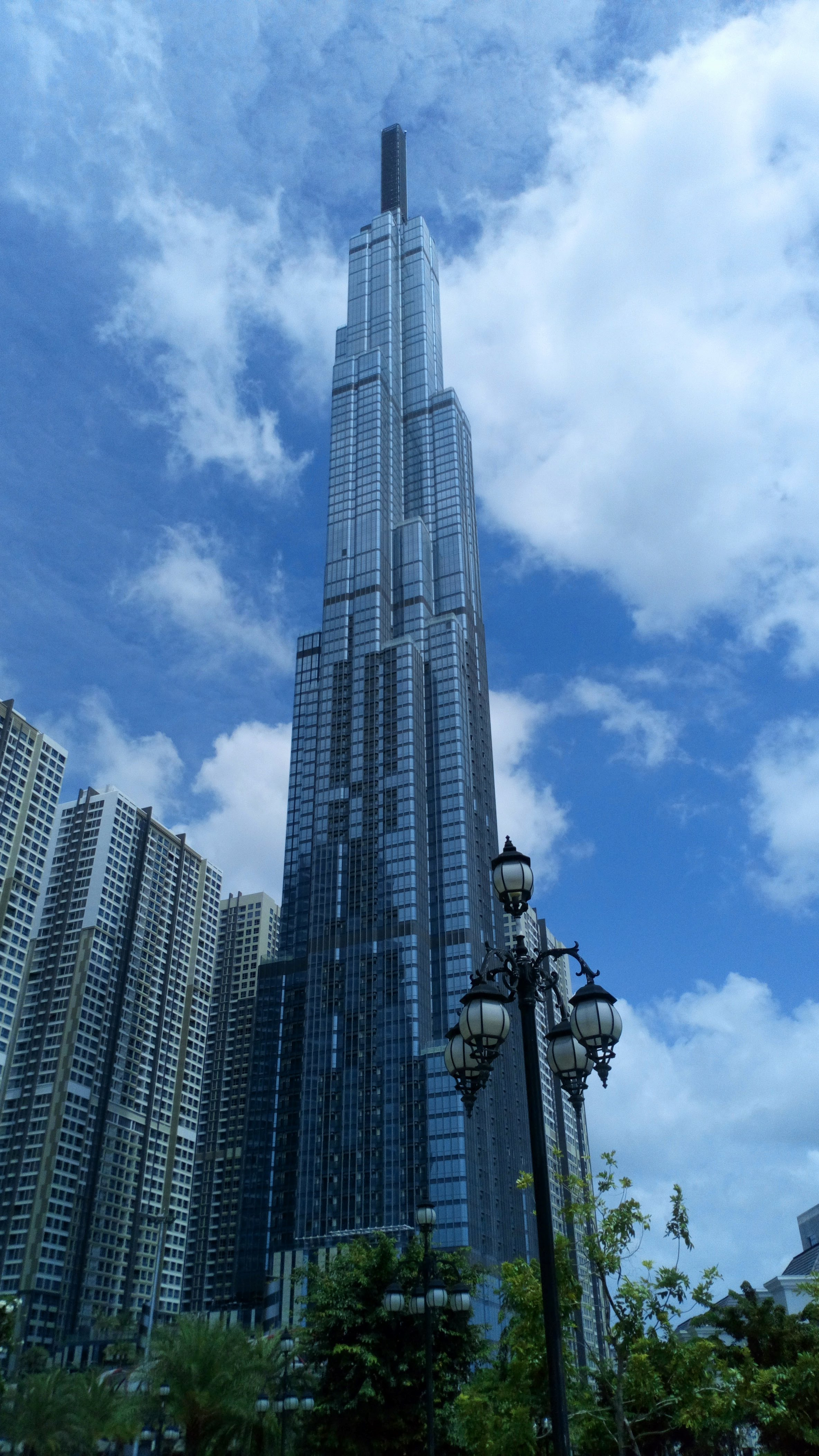
17. Landmark 81
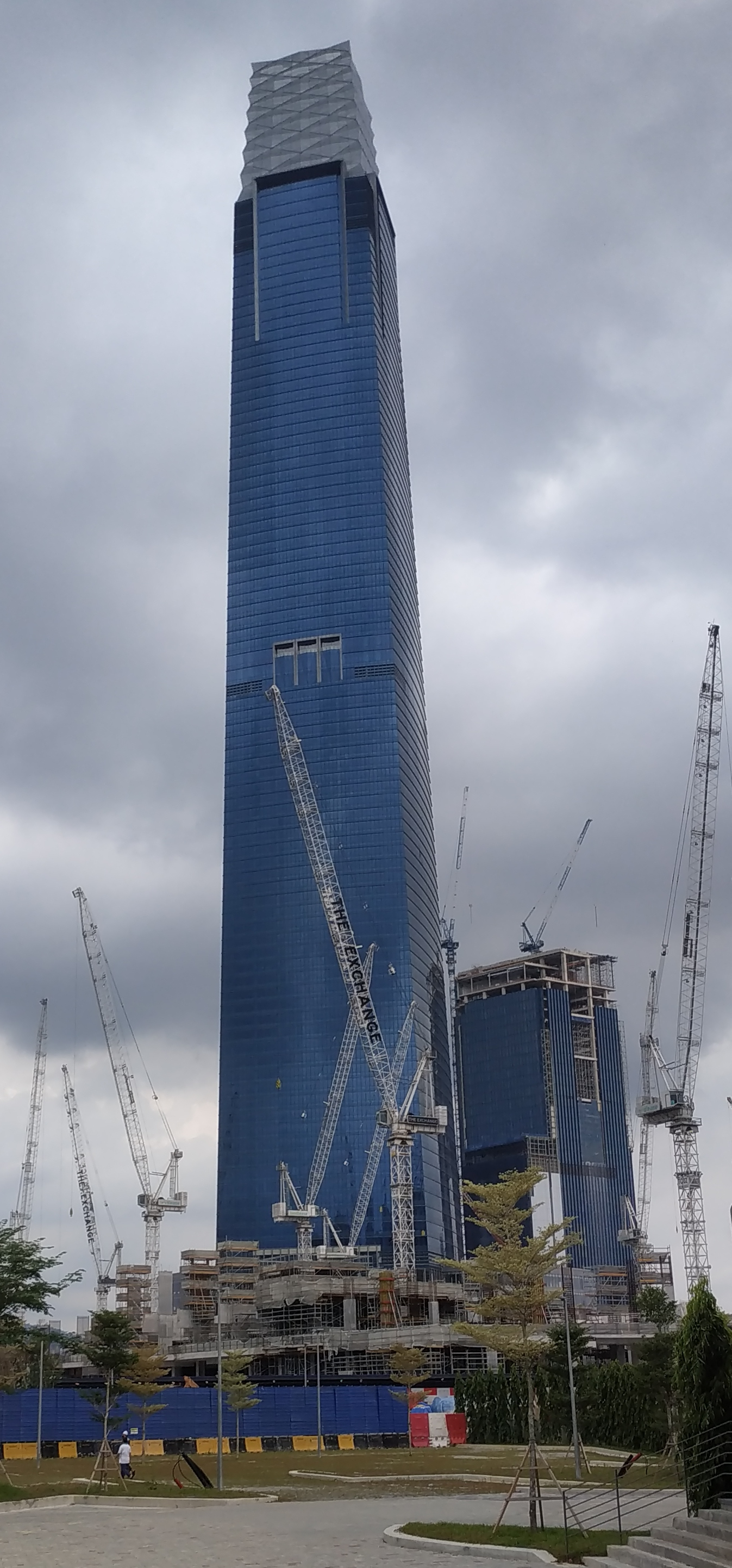
19. The Exchange 106
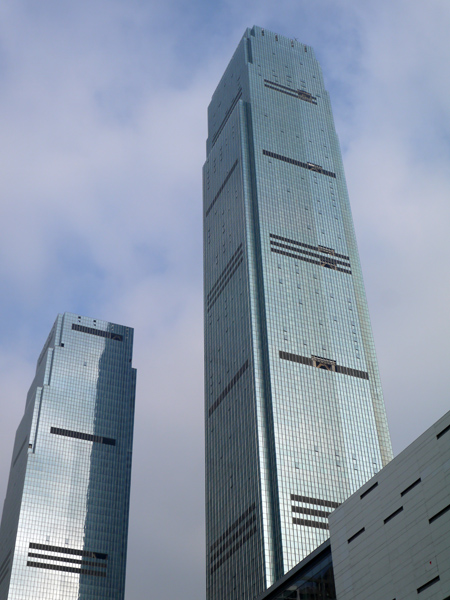
20. Changsha IFS Tower T1
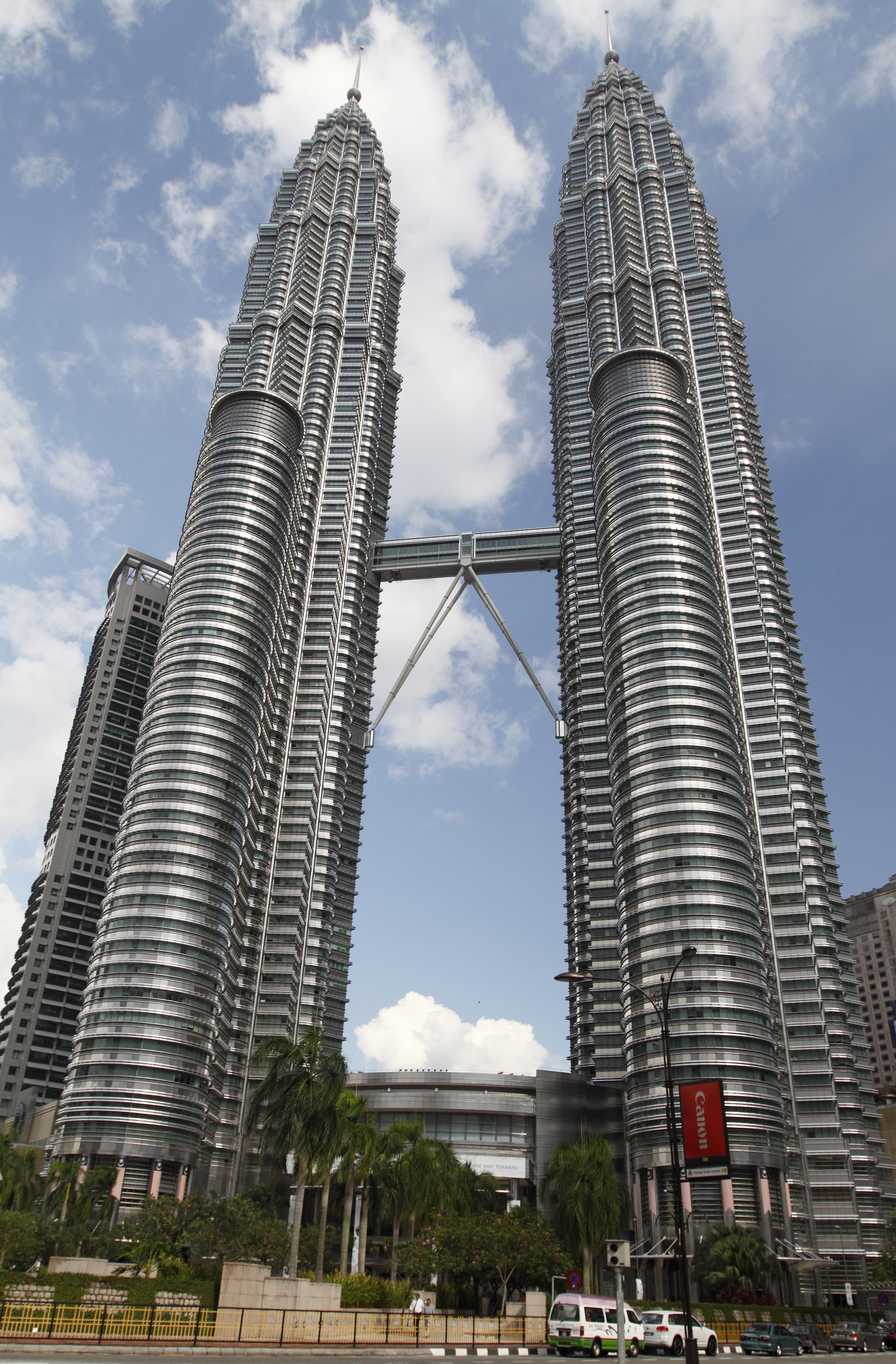
21. Petronas Towers
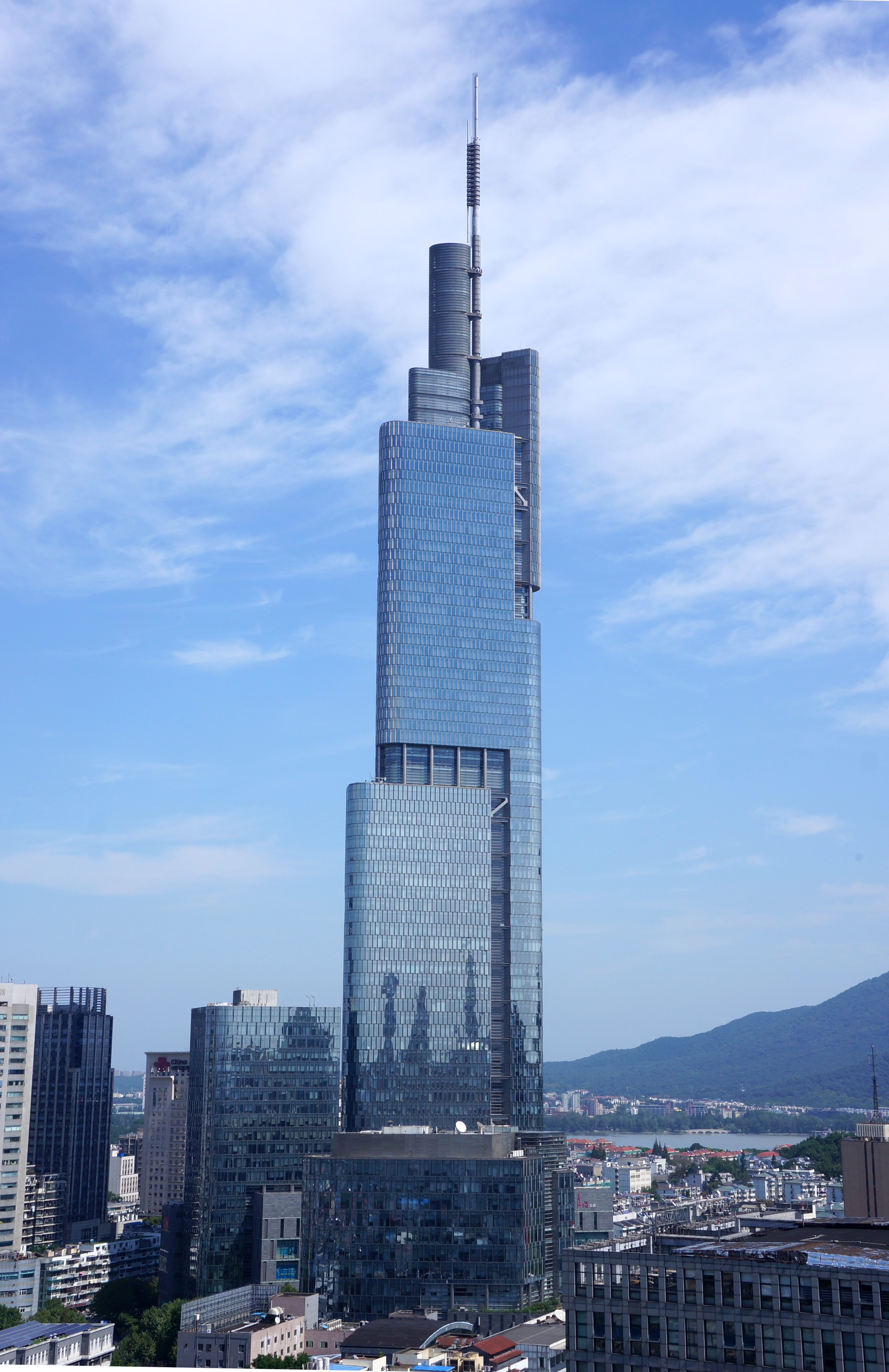
23. Zifeng Tower
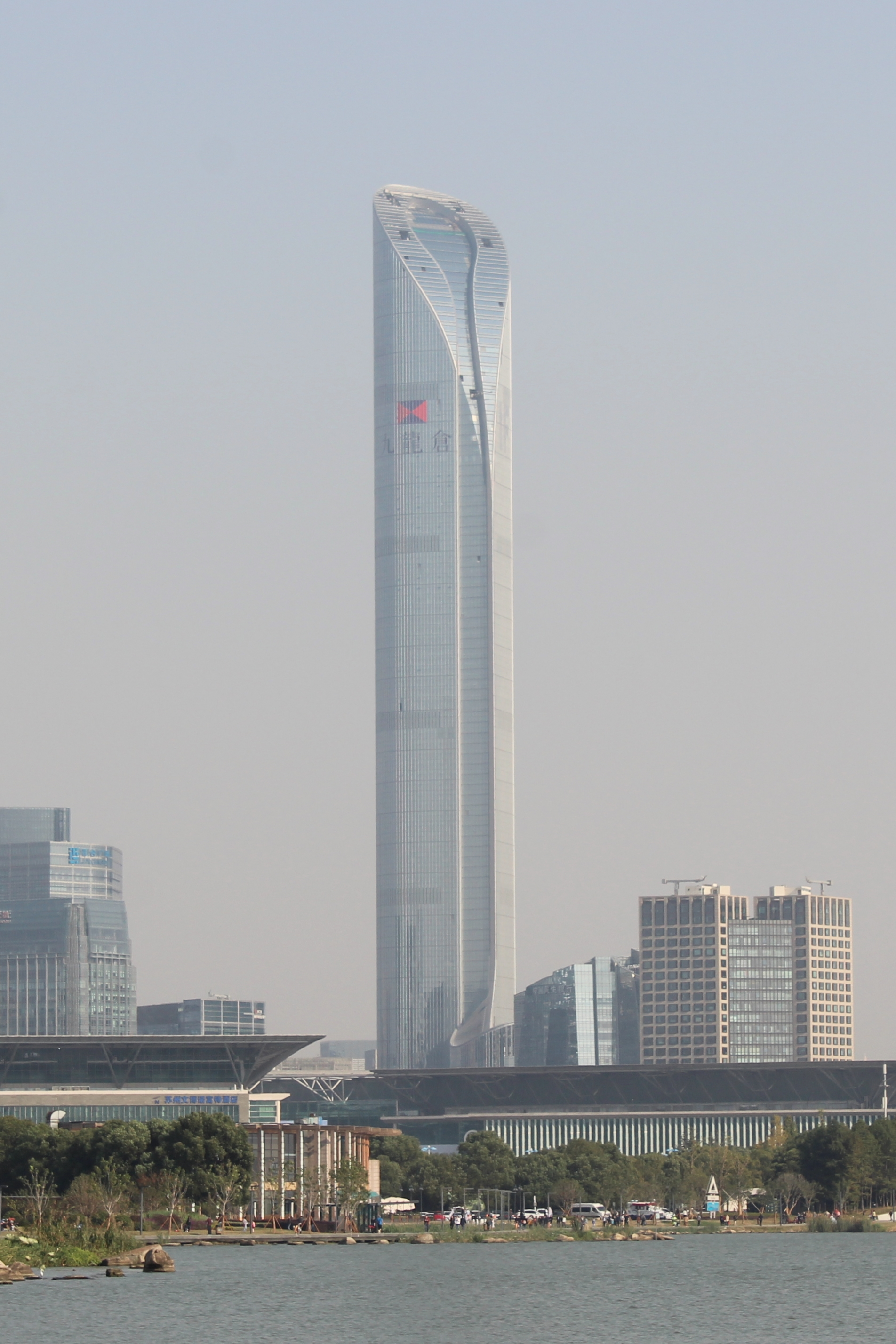
23. Suzhou IFS
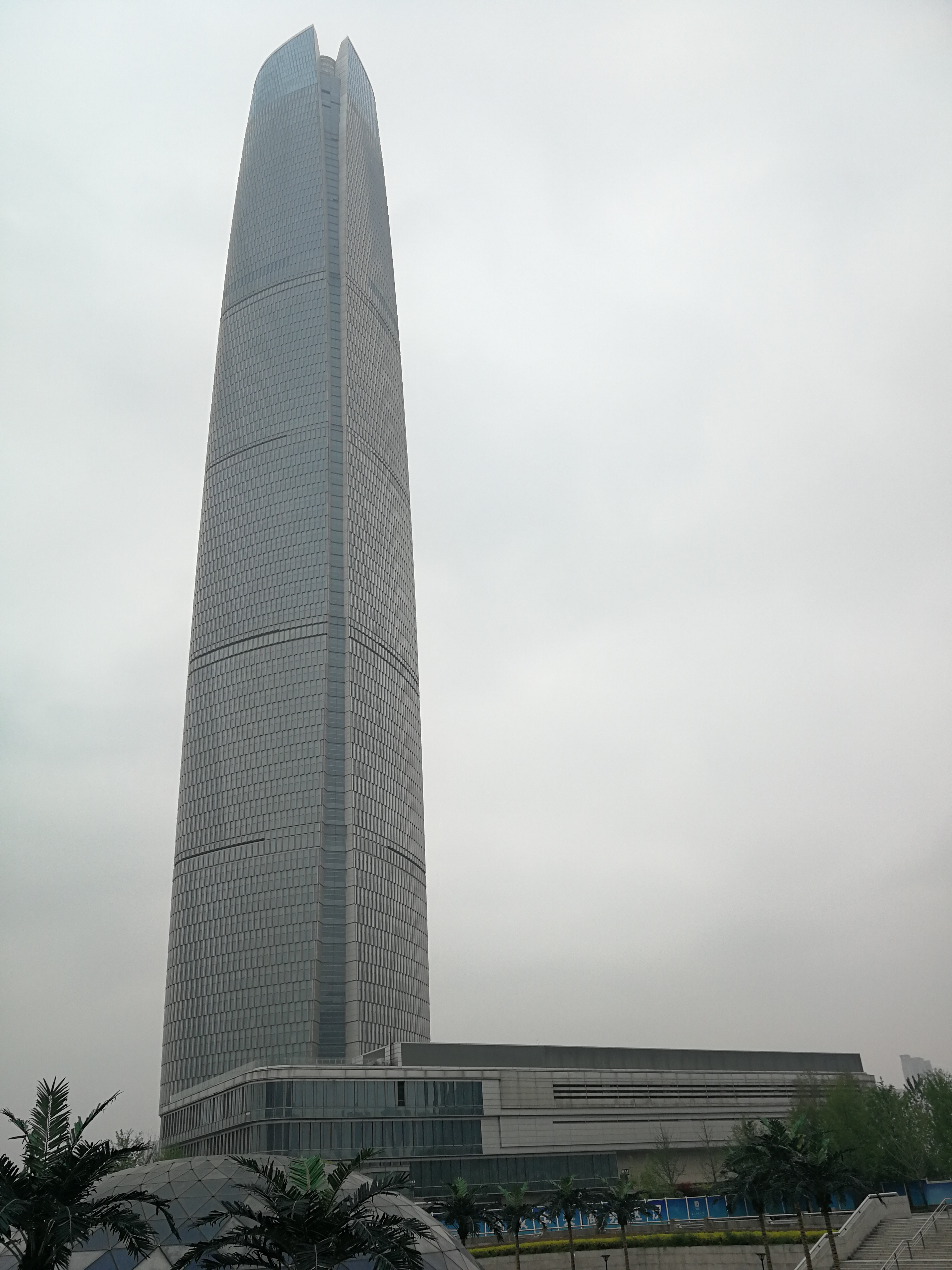
25. Wuhan Center

### Podle kontinentů
| Kontinent           | Budova                 | Výška   | Podlaží | Rok dokončení | Stát                    | Město             |
| ------------------- | ---------------------- | ------- | ------- | ------------- | ----------------------- | ----------------- |
| Asie                | Burdž Chalífa          | 828 m   | 163     | 2010          | Spojené arabské emiráty | Dubaj             |
| Afrika              | Iconic Tower           | 394 m   | 77      | 2024          | Egypt                   | Káhira            |
| Austrálie a Oceánie | Q1                     | 323 m   | 78      | 2005          | Austrálie               | Gold Coast        |
| Evropa              | Lachta Centr           | 463 m   | 86      | 2018          | Rusko                   | Petrohrad         |
| Jižní Amerika       | Gran Torre Santiago    | 300 m   | 64      | 2012          | Chile                   | Santiago de Chile |
| Severní Amerika     | One World Trade Center | 541,3 m | 104     | 2013          | USA                     | New York          |

### Historie
| Budova                            | Město        | Stát                    | Výška | Podlaží | Prvenství  |
| --------------------------------- | ------------ | ----------------------- | ----- | ------- | ---------- |
| New York World Building           | New York     | USA                     | 94 m  | 20      | 1890–1894  |
| Manhattan Life Insurance Building | New York     | USA                     | 106 m | 18      | 1894–1899  |
| Park Row Building                 | New York     | USA                     | 119 m | 30      | 1899–1908  |
| Singer Building                   | New York     | USA                     | 187 m | 47      | 1908–1909  |
| Metropolitan Life Tower           | New York     | USA                     | 213 m | 50      | 1909–1913  |
| Woolworth Building                | New York     | USA                     | 241 m | 57      | 1913–1930  |
| 40 Wall Street                    | New York     | USA                     | 283 m | 71      | 1930       |
| Chrysler Building                 | New York     | USA                     | 319 m | 77      | 1930–1931  |
| Empire State Building             | New York     | USA                     | 381 m | 102     | 1931–1971  |
| Světové obchodní centrum          | New York     | USA                     | 417 m | 110     | 1971–1973  |
| Willis Tower                      | Chicago      | USA                     | 442 m | 108     | 1973–1998  |
| Petronas Towers                   | Kuala Lumpur | Malajsie                | 452 m | 88      | 1998–2003  |
| Taipei 101                        | Tchaj-pej    | Tchaj-wan               | 508 m | 101     | 2003–2009  |
| Burdž Chalífa                     | Dubaj        | Spojené arabské emiráty | 828 m | 163     | 2009–dosud |

## Alternativní měření budov

### Dle zcela nejvyššího bodu
Toto měření nebere v úvahu rozdíly mezi architektonickou výškou a výškou později navýšenou. Zahrnuje to vertikální rozšíření stavby (zpravidla konstrukce vysílacího stožáru), které se může snadno zhotovit nebo demontovat, čímž je na struktuře mrakodrapu nezávislé. Výška nejvyššího bodu budovy je nutná třeba pro určování možných překážek v letových drahách během přistávání.
S alternativním určováním výšky se začalo relativně nedávno. Poprvé, když Petronas Towers v Malajsii překonaly o 10 m tehdy dosavadní nejvyšší budovu světa, americkou Willis Tower (442 m). Ta ovšem disponuje anténním systémem, se kterým dosahuje až 527 m. Nicméně se nejedná o architektonický prvek jako u špiček malajských dvojčat, proto taky roku 1998 přišla o svůj titul.
| Pořadí | Budova                                 | Město              | Stát                    | Výška   | Podlaží | Rok dokončení |
| ------ | -------------------------------------- | ------------------ | ----------------------- | ------- | ------- | ------------- |
| 1.     | Burdž Chalífa                          | Dubaj              | Spojené arabské emiráty | 829,8 m | 163     | 2010          |
| 2.     | Merdeka 118                            | Kuala Lumpur       | Malajsie                | 680,1 m | 118     | 2022          |
| 3.     | Shanghai Tower                         | Šanghaj            | Čína                    | 632 m   | 128     | 2015          |
| 4.     | Abraj Al Bait                          | Mekka              | Saúdská Arábie          | 601 m   | 120     | 2012          |
| 5.     | Ping An International Finance Centre   | Šen-čen            | Čína                    | 599 m   | 115     | 2016          |
| 6.     | Lotte World Tower                      | Soul               | Jižní Korea             | 555,7 m | 123     | 2016          |
| 7.     | One World Trade Center                 | New York           | USA                     | 546,2 m | 104     | 2014          |
| 8.     | Tchien-ťin CTF Finance Centre          | Tchien-ťin         | Čína                    | 530,4 m | 98      | 2018          |
| 9.     | CTF Finance Centre                     | Kanton             | Čína                    | 530 m   | 111     | 2016          |
| 10.    | CITIC Tower                            | Peking             | Čína                    | 528 m   | 109     | 2018          |
| 11.    | Willis Tower                           | Chicago            | USA                     | 527 m   | 110     | 1974          |
| 12.    | Taipei 101                             | Tchaj-pej          | Tchaj-wan               | 508 m   | 101     | 2004          |
| 13.    | Shanghai World Financial Center        | Šanghaj            | Čína                    | 494,3 m | 101     | 2008          |
| 14.    | International Commerce Centre          | Hongkong           | Čína                    | 484 m   | 118     | 2010          |
| 15.    | Wuhan Greenland Center                 | Wu-chan            | Čína                    | 476 m   | 97      | 2022          |
| 16.    | Central Park Tower                     | New York           | USA                     | 472,4 m | 101     | 2020          |
| 17.    | Landmark 81                            | Ho Či Minovo Město | Vietnam                 | 469,5 m | 81      | 2018          |
| 18.    | Lakhta Center                          | Petrohrad          | Rusko                   | 462 m   | 86      | 2018          |
| 19.    | International Land-Sea Center          | Čchung-čching      | Čína                    | 458,2   | 98      | 2022          |
| 20.    | John Hancock Center                    | Chicago            | USA                     | 456,9 m | 100     | 1969          |
| 21.    | The Exchange 106                       | Kuala Lumpur       | Malajsie                | 453,5 m | 97      | 2018          |
| 22.    | Changsha IFS Tower T1                  | Čchang-ša          | Čína                    | 452 m   | 94      | 2017          |
| 23.    | Petronas Tower 1                       | Kuala Lumpur       | Malajsie                | 451,9 m | 88      | 1998          |
| 23.    | Petronas Tower 2                       | Kuala Lumpur       | Malajsie                | 451,9 m | 88      | 1998          |
| 25.    | Zifeng Tower                           | Nanking            | Čína                    | 450 m   | 89      | 2009          |
| 25.    | Suzhou IFS                             | Su-čou             | Čína                    | 450 m   | 98      | 2017          |
| 27.    | Empire State Building                  | New York           | USA                     | 443,2 m | 102     | 1931          |
| 28.    | Kingkey 100                            | Šen-čen            | Čína                    | 442 m   | 100     | 2011          |
| 29.    | Guangzhou International Finance Center | Kanton             | Čína                    | 438,6 m | 103     | 2009          |
| 30.    | Wuhan Center                           | Wu-chan            | Čína                    | 438 m   | 88      | 2017          |
| 31.    | 111 West 57th Street                   | New York           | USA                     | 435,3 m | 82      | 2019          |
| 32.    | Tung-kuan International Trade Center 1 | Tung-kuan          | Čína                    | 426,9 m | 88      | 2019          |
| 33.    | One Vanderbilt                         | New York           | USA                     | 427 m   | 58      | 2019          |
| 34.    | 432 Park Avenue                        | New York           | USA                     | 425,5 m | 85      | 2015          |
| 35.    | Marina 101                             | Dubaj              | Spojené arabské emiráty | 425 m   | 101     | 2017          |
| 36.    | Trump International Hotel and Tower    | Chicago            | USA                     | 423,2 m | 96      | 2009          |
| 37.    | Ťin Mao                                | Šanghaj            | Čína                    | 421 m   | 88      | 1998          |
| 38.    | Princess Tower                         | Dubaj              | Spojené arabské emiráty | 414 m   | 101     | 2012          |
| 39.    | Al Hamra Tower                         | Kuvajt             | Kuvajt                  | 412,6 m | 80      | 2010          |
| 40.    | Two International Finance Centre       | Hongkong           | Čína                    | 412 m   | 88      | 2003          |
| 41.    | Haeundae LCT The Sharp Landmark Tower  | Pusan              | Jižní Korea             | 411,6 m | 101     | 2019          |
| 42.    | Nan-ning China Resources Tower         | Nan-ning           | Čína                    | 402,7 m | 85      | 2018          |
| 43.    | Kuej-jang Financial Center Tower 1     | Kuej-jang          | Čína                    | 401 m   | 79      | 2019          |

### Dle nejvyššího využívaného podlaží

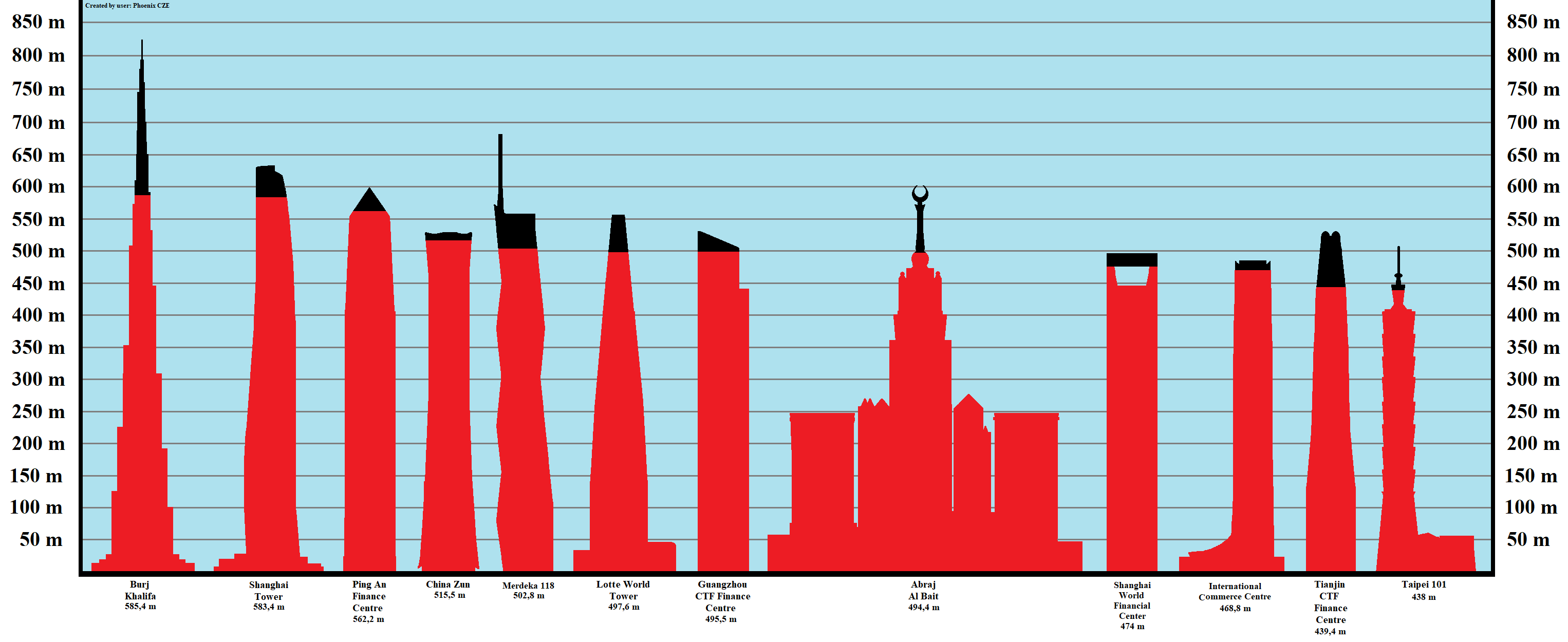
Seznam budov světa podle nejvyššího využívaného podlaží.

| Pořadí | Budova                                 | Město         | Stát                    | Výška   | Podlaží | Rok dokončení |
| ------ | -------------------------------------- | ------------- | ----------------------- | ------- | ------- | ------------- |
| 1.     | Burdž Chalífa                          | Dubaj         | Spojené arabské emiráty | 584,5 m | 163     | 2010          |
| 2.     | Shanghai Tower                         | Šanghaj       | Čína                    | 583,4 m | 128     | 2015          |
| 3.     | Ping An International Finance Centre   | Šen-čen       | Čína                    | 562,2 m | 115     | 2016          |
| 4.     | Merdeka 118                            | Kuala Lumpur  | Malajsie                | 518 m   | 118     | 2022          |
| 5.     | CITIC Tower                            | Peking        | Čína                    | 515 m   | 108     | 2018          |
| 6.     | Lotte World Tower                      | Soul          | Jižní Korea             | 497,6 m | 123     | 2016          |
| 7.     | CTF Finance Centre                     | Guangzhou     | Čína                    | 495,5 m | 111     | 2016          |
| 8.     | Abraj Al-Bait Towers                   | Mekka         | Saúdská Arábie          | 494,4 m | 120     | 2012          |
| 9.     | Shanghai World Financial Center        | Šanghaj       | Čína                    | 474 m   | 101     | 2008          |
| 10.    | International Commerce Centre          | Hong Kong     | Čína                    | 468,8 m | 118     | 2010          |
| 11.    | Tchien-ťin CTF Finance Centre          | Tchien-ťin    | Čína                    | 439,4 m | 98      | 2018          |
| 12.    | Taipei 101                             | Tchaj-pej     | Tchaj-wan               | 438 m   | 101     | 2004          |
| 13.    | Central Park Tower                     | New York      | USA                     | 431,8 m | 98      | 2020          |
| 14.    | Changsha IFS Tower T1                  | Čchang-ša     | Čína                    | 431 m   | 94      | 2017          |
| 15.    | International Land-Sea Center          | Čchung-čching | Čína                    | 429,8 m | 98      | 2025          |
| 16.    | Kingkey 100                            | Šen-čen       | Čína                    | 427,1 m | 100     | 2011          |
| 17.    | Guangzhou International Finance Center | Guangzhou     | Čína                    | 415,1 m | 103     | 2010          |
| 18.    | Willis Tower                           | Chicago       | USA                     | 412,7 m | 108     | 1974          |
| 19.    | Suzhou IFS                             | Suzhou        | Čína                    | 406,4 m | 98      | 2017          |
| 20.    | Haeundae LCT The Sharp                 | Busan         | Jižní Korea             | 406 m   | 101     | 2019          |

## Ve výstavbě
Aktualizováno k 16. prosinci 2024, všechny budovy vyšší než 400 metrů
| Budova                               | Plánovaná výška | Předpokládaný rok dokončení | Stát              | Město      | Podlaží |
| ------------------------------------ | --------------- | --------------------------- | ----------------- | ---------- | ------- |
| Burj Binghatti Jacob & Co Residences | 595 m           | 2026                        | UAE               | Dubaj      | 105     |
| Six Senses Residences                | 517 m           | 2028                        | UAE               | Dubaj      | 125     |
| Greenland Centre                     | 498 m           | 2025                        | Čína              | Si-an      | 101     |
| Tianfu Center                        | 488,9 m         | 2026                        | Čína              | Čcheng-tu  | 95      |
| Rizhao Center                        | 485 m           | 2028                        | Čína              | Ž’-čao     | 94      |
| North Bund Tower                     | 480 m           | 2030                        | Čína              | Šanghaj    | 97      |
| Torre Rise                           | 475 m           | 2026                        | Mexiko            | Monterrey  | 88      |
| Wuhan CTF Centre                     | 475 m           | 2026                        | Čína              | Wu-chan    | 84      |
| Suzhou CSC Fortune Center            | 460 m           | 2028                        | Čína              | Su-čou     | 100     |
| China Resources Land Center          | 450 m           | ?                           | Čína              | Tung-kuan  | 98      |
| Haikou Tower 1                       | 428 m           | 2027                        | Čína              | Chaj-kchou | 94      |
| Tour F                               | 421 m           | 2026                        | Pobřeží slonoviny | Abidžan    | 75      |
| Luohu Financial Innovation Plaza     | 407 m           | 2026                        | Čína              | Šen-čen    | 83      |
| Wuhan Yangtze River Center Tower     | 400 m           | 2025                        | Čína              | Wu-chan    | 82      |
| Mukaab                               | 400 m           | 2030                        | Saúdská Arábie    | Rijád      |         |

### Stavba přerušena

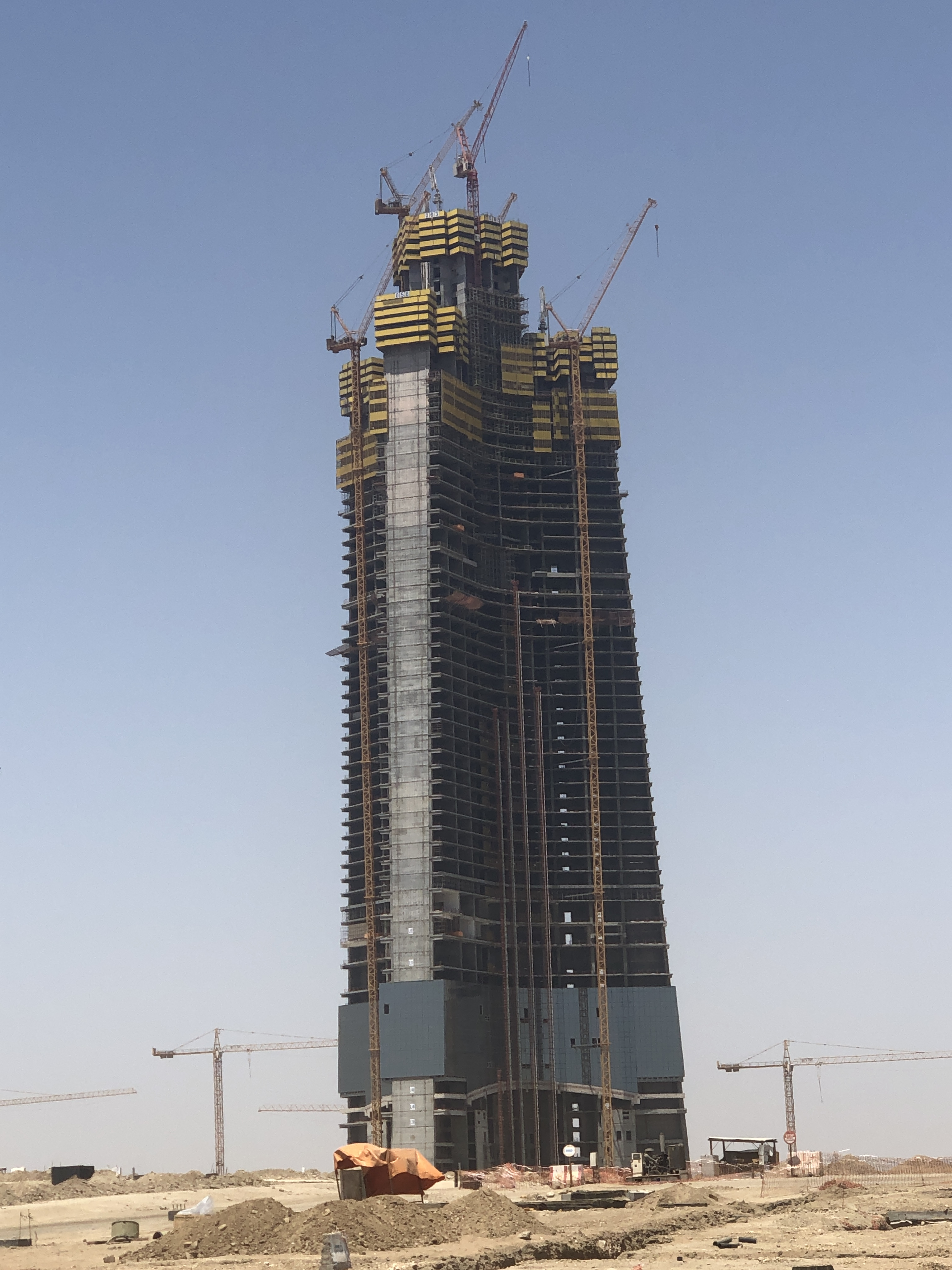
Jeddah Tower, srpen 2019.

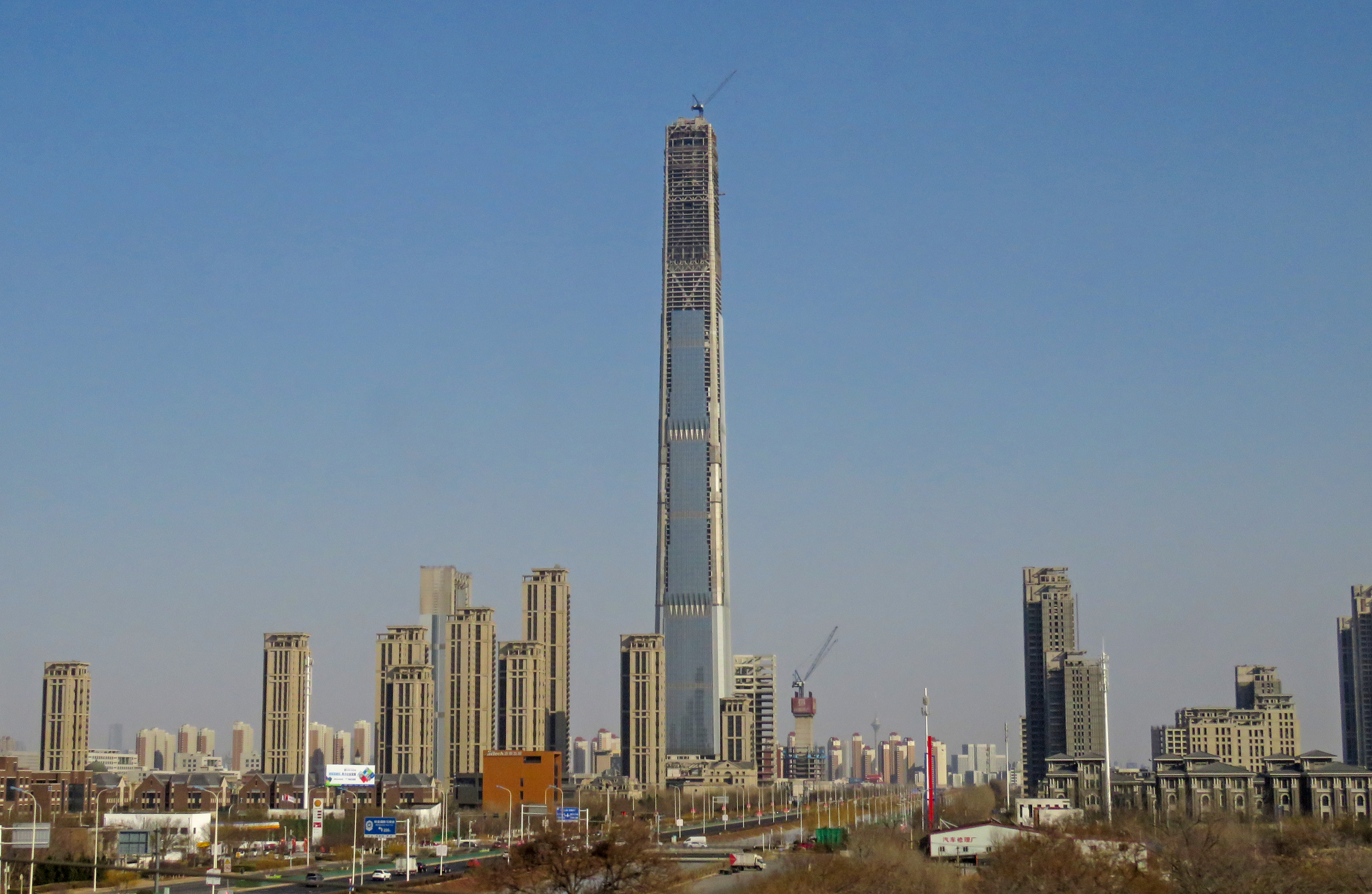
Goldin Finance 117, únor 2018.

| Budova                                    | Plánovaná výška | Předpokládaný rok dokončení | Stát                    | Město         | Podlaží |
| ----------------------------------------- | --------------- | --------------------------- | ----------------------- | ------------- | ------- |
| Jeddah Tower                              | 1000 m          | ?                           | Saúdská Arábie          | Džidda        | 167     |
| Goldin Finance 117                        | 597 m           | ?                           | Čína                    | Tchien-ťin    | 128     |
| Entisar Tower                             | 570 m           | ?                           | Spojené arabské emiráty | Dubaj         | 122     |
| Evergrande International Financial Center | 518 m           | 2025                        | Čína                    | Che-fej       | 112     |
| Dalian Greenland Center                   | 518 m           | ?                           | Čína                    | Ta-lien       | 88      |
| Pentominium                               | 516 m           | ?                           | Spojené arabské emiráty | Dubaj         | 122     |
| Qatar National Bank Tower                 | 510 m           | ?                           | Katar                   | Doha          | 101     |
| Jinmao International Financial Center     | 499,8           | 2025                        | Čína                    | Nanking       | 104     |
| Suzhou Zhonghan Center                    | 499,2 m         | 2025                        | Čína                    | Su-čou        | 103     |
| HeXi Yuzui Tower A                        | 498,8 m         | 2025                        | Čína                    | Nanking       | 84      |
| Chushang Building                         | 475 m           | 2025                        | Čína                    | Wu-chan       | 111     |
| Fosun Bund Center T1                      | 470 m           | ?                           | Čína                    | Wu-chan       | ?       |
| Chengdu Greenland Tower                   | 468 m           | 2024                        | Čína                    | Čcheng-tu     | 101     |
| R&F Guangdong Building                    | 468 m           | ?                           | Čína                    | Tchien-ťin    | 91      |
| Tianshan Gate of the World                | 450 m           | 2025                        | Čína                    | Š’-ťia-čuang  | 106     |
| Marina 106                                | 445 m           | ?                           | Spojené arabské emiráty | Dubaj         | 104     |
| One Tower                                 | 442,8 m         | 2024                        | Rusko                   | Moskva        | 106     |
| Dubai Towers Doha                         | 437 m           | ?                           | Katar                   | Doha          | 91      |
| Akhmat Tower                              | 435 m           | ?                           | Rusko                   | Grozný        | 102     |
| Chongqing Tall Tower                      | 431 m           | ?                           | Čína                    | Čchung-čching | 101     |
| One Bangkok                               | 436,1 m         | 2025                        | Thajsko                 | Bangkok       | 92      |
| Diamond Tower                             | 432 m           | ?                           | Saúdská Arábie          | Džidda        | 93      |
| Dongfeng Plaza Landmark Tower             | 407 m           | ?                           | Čína                    | Kchun-ming    | 100     |

## Zaniklé budovy

Budovy (zleva) WTC 2 a WTC 1 Světového obchodního centra při teroristických útocích 11. září 2001.

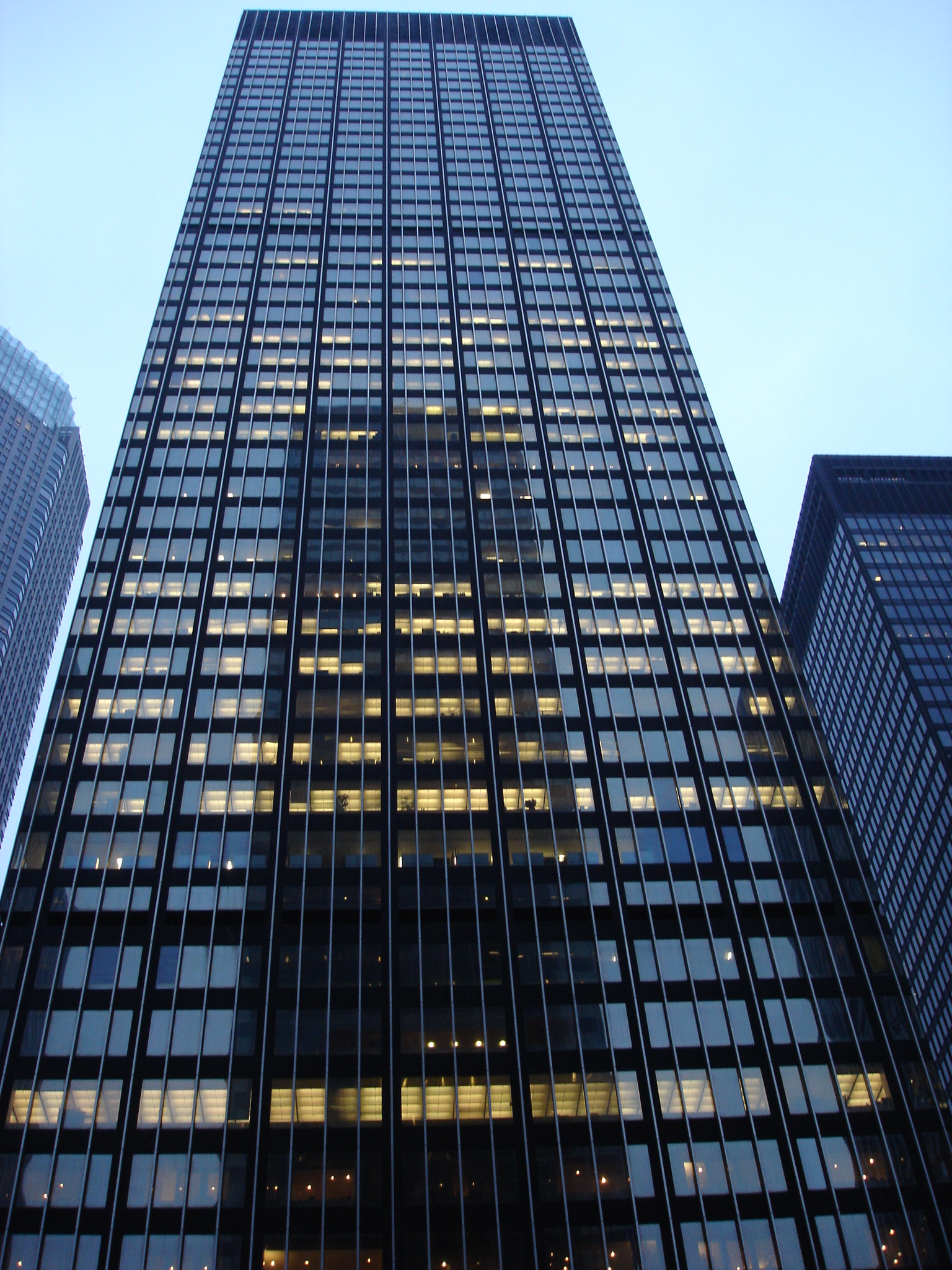
JP Morgan Chase World Headquarters.

| Budova                             | Město        | Stát     | Výška   | Podlaží | Rok dokončení | Rok zániku | Poznámka |
| ---------------------------------- | ------------ | -------- | ------- | ------- | ------------- | ---------- | --- |
| World Trade Center 1               | New York     | USA      | 417 m   | 110     | 1972          | 2001       | Zničeny při teroristických útocích 11. září 2001. |
| World Trade Center 2               | New York     | USA      | 415,1 m | 110     | 1973          | 2001       | Zničeny při teroristických útocích 11. září 2001. |
| JP Morgan Chase World Headquarters | New York     | USA      | 216 m   | 52      | 1960          | 2021       | Demolice budovy se uskutečnila v roce 2021, aby umožnila stavbu budovy 270 Park Avenue, jejíž dokončení se plánuje na rok 2024. Bude mít 63 pater a výšku 423 metrů. |
| Singer Building                    | New York     | USA      | 187 m   | 47      | 1908          | 1968       | Zbourána, aby uvolnila pozemek pro výstavbu One Liberty Plaza, která se dokončila v roce 1974. S 54 podlažími dosahuje výšky 226,5 m. |
| World Trade Center 7               | New York     | USA      | 186 m   | 47      | 1987          | 2001       | Zničena při teroristických útocích 11. září 2001. Na jejím místě se v roce 2006 dokončil 7 World Trade Center. Mrakodrap obsahuje 52 pater a tyčí se do výšky 226 m. |
| CPF Building                       | Singapur     | Singapur | 171 m   | 45      | 1976          | 2018       | Zbořen, aby se uvolnil prostor pro stavbu šestadvacet podlažní kancelářskou budovu. |
| Morrison Hotel                     | Chicago      | USA      | 160 m   | 45      | 1925          | 1965       | Budova byla zdemolována, aby se na jejím místě mohla postavit Chase Tower. Ta disponuje 60 patry a dosahuje výšky 259 m. |
| Deutsche Bank Building             | New York     | USA      | 158 m   | 39      | 1974          | 2011       | Zbourána z důvodu poškození od trosek z padajících budov WTC 1 a WTC 2 při teroristických útocích 11. září 2001. Místo ní se plánuje Five World Trade Center. Po změně návrhu z února 2021 bude obsahovat 80 podlaží a tyčit se do výšky 280 m. Stavba by měla probíhat v letech 2023–2028. |
| UIC Building                       | Singapur     | Singapur | 152 m   | 40      | 1974          | 2013       | - |
| Crowne Plaza Mutiara KL            | Kuala Lumpur | Malajsie | 150 m   | 36      | 1973          | 2013       | - |
| One Meridian Plaza                 | Filadelfie   | USA      | 150 m   | 38      | 1972          | 1999       | Zbourána v důsledku požáru. |
| Menara Tun Razak                   | Kuala Lumpur | Malajsie | 150 m   | 38      | 1981          | 2014       | - |